# Specie di Araneidae (A)
Di seguito sono descritte tutte le specie della famiglia di ragni Araneidae, i cui generi cominciano per la lettera A, note al 30 dicembre 2007.

## Acacesia
Acacesia Simon, 1895

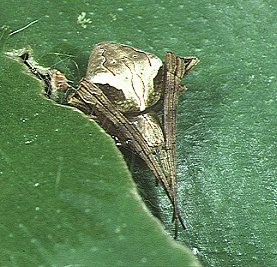
Acacesia tenella

- Acacesia benigna Glueck, 1994 - Perù, Bolivia, Brasile
- Acacesia graciosa Lise & Braul, 1996 - Brasile
- Acacesia hamata (Hentz, 1847)[1] - dagli USA all'Argentina
- Acacesia tenella (L. Koch, 1871) - dal Messico al Brasile, Guyana, Guiana francese
- Acacesia villalobosi Glueck, 1994 - Brasile
- Acacesia yacuiensis Glueck, 1994 - Brasile

## Acantharachne
Acantharachne Tullgren, 1910
- Acantharachne cornuta Tullgren, 1910[1] — Africa orientale
- Acantharachne giltayi Lessert, 1938 — Congo, Madagascar
- Acantharachne lesserti Giltay, 1930 — Congo
- Acantharachne madecassa Emerit, 2000 — Madagascar
- Acantharachne milloti Emerit, 2000 — Madagascar
- Acantharachne psyche Strand, 1913 — Africa centrale
- Acantharachne regalis Hirst, 1925 — Camerun, Congo
- Acantharachne seydeli Giltay, 1935 — Congo

## Acanthepeira
Acanthepeira Marx, 1883
- Acanthepeira cherokee Levi, 1976 — USA
- Acanthepeira labidura (Mello-Leitao, 1943) — Brasile
- Acanthepeira marion Levi, 1976 — USA, Messico
- Acanthepeira stellata (Walckenaer, 1805)[1] — dal Canada al Messico
- Acanthepeira venusta (Banks, 1896) — USA, Cuba

## Acroaspis
Acroaspis Karsch, 1878
- Acroaspis decorosa (Urquhart, 1894) — Nuova Zelanda
- Acroaspis olorina Karsch, 1878[1] — Australia occidentale, Nuovo Galles del Sud
- Acroaspis tuberculifera Thorell, 1881 — Queensland (Australia)

## Acrosomoides
Acrosomoides Simon, 1887
- Acrosomoides acrosomoides (O. P.-Cambridge, 1879) - Madagascar
- Acrosomoides linnaei (Walckenaer, 1842)[1] - Africa occidentale, centrale e orientale
- Acrosomoides tetraedrus (Walckenaer, 1842) - Camerun, Congo

## Actinacantha
Actinacantha Simon, 1864
- Actinacantha globulata (Walckenaer, 1841)[1] — Sumatra, Giava

## Actinosoma
Actinosoma Holmberg, 1883
- Actinosoma pentacanthum (Walckenaer, 1841)[1] — dalla Colombia all'Argentina

## Aculepeira
Aculepeira Chamberlin & Ivie, 1942

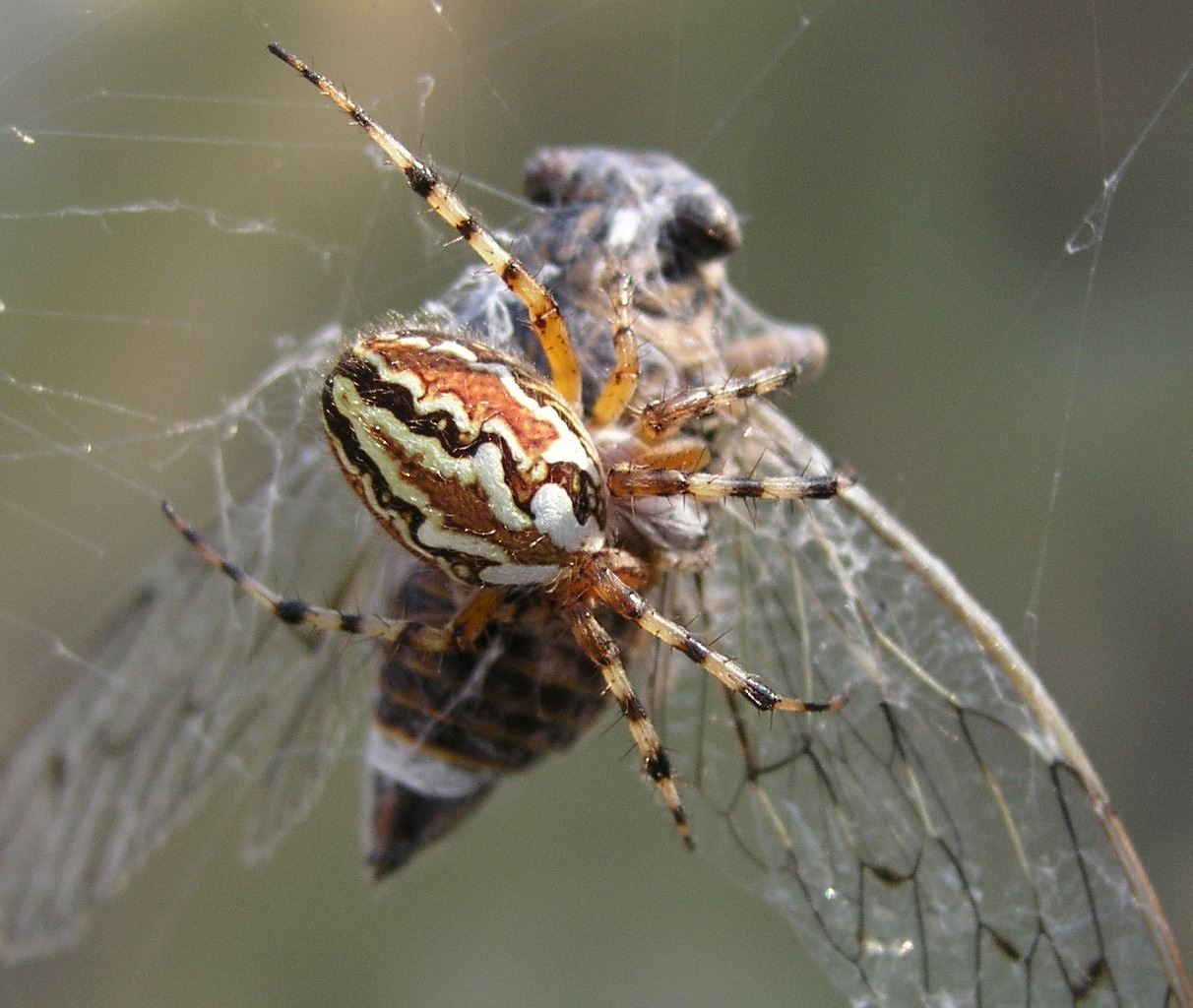
Aculepeira armida

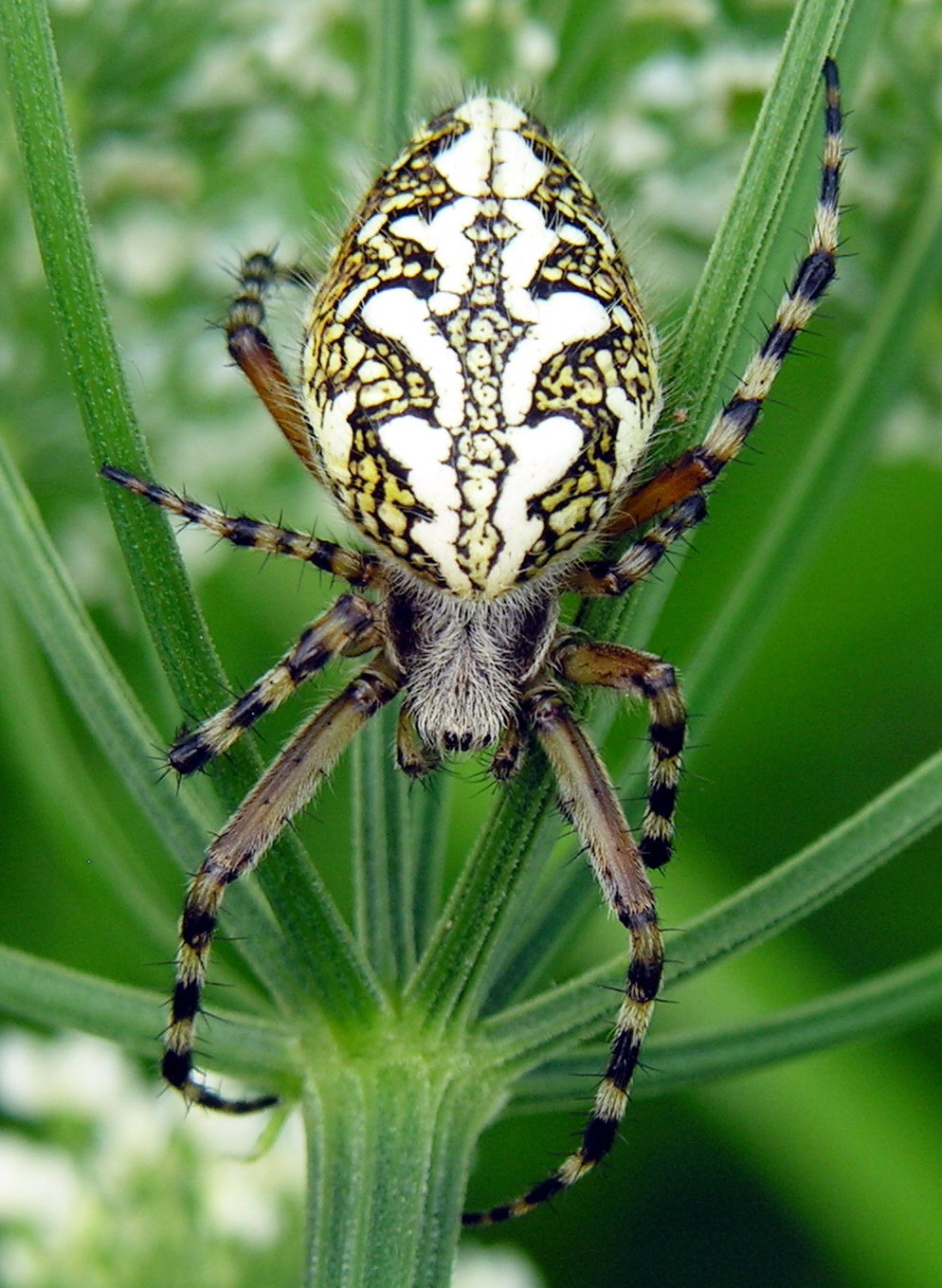
Aculepeira ceropegia

1. Aculepeira aculifera (O. P.-Cambridge, 1889) — dagli USA al Guatemala
2. Aculepeira albovittata (Mello-Leitão, 1941) — Paraguay, Argentina
3. Aculepeira angeloi Alvares, Loyola & De Maria, 2005 — Brasile
4. Aculepeira apa Levi, 1991 — Paraguay
5. Aculepeira armida (Audouin, 1826) — Regione paleartica
  - Aculepeira armida orientalis (Kulczyński, 1901) — Russia, Cina
  - Aculepeira armida pumila (Simon, 1929) — Francia
6. Aculepeira azul Levi, 1991 — Panama
7. Aculepeira busu Levi, 1991 — Hispaniola
8. Aculepeira carbonaria (L. Koch, 1869) — Regione paleartica
  - Aculepeira carbonaria fulva (Franganillo, 1913) — Spagna
  - Aculepeira carbonaria sinensis (Schenkel, 1953) — Cina
9. Aculepeira carbonarioides (Keyserling, 1892) — USA, Canada, Alaska, Russia
10. Aculepeira ceropegia (Walckenaer, 1802) — Regione paleartica
11. Aculepeira escazu Levi, 1991 — Costa Rica
12. Aculepeira gravabilis (O. P.-Cambridge, 1889) — dall'Honduras a Panama
13. Aculepeira lapponica (Holm, 1945) — Svezia, Finlandia, Russia
14. Aculepeira luosangensis Yin et al., 1990 — Cina
15. Aculepeira machu Levi, 1991 — Perù
16. Aculepeira matsudae Tanikawa, 1994 — Giappone
17. Aculepeira packardi (Thorell, 1875)[1] — America settentrionale, Russia, Cina, Kazakistan
18. Aculepeira serpentina Guo & Zhang, 2010 — Cina
19. Aculepeira taibaishanensis Zhu & Wang, 1995 — Cina
20. Aculepeira talishia (Zawadsky, 1902) — Turchia, Russia, Georgia, Azerbaigian
21. Aculepeira travassosi (Soares & Camargo, 1948) — dal Messico all'Argentina
22. Aculepeira visite Levi, 1991 — Hispaniola
23. Aculepeira vittata (Gerschman & Schiapelli, 1948) — Brasile, Paraguay, Argentina

## Acusilas
Acusilas Simon, 1895

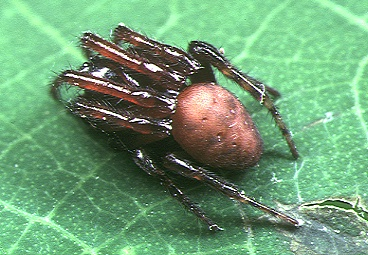
Acusilas coccineus, maschio

- Acusilas africanus Simon, 1895 - Africa occidentale, centrale e orientale
- Acusilas callidus Schmidt & Scharff, 2008 - Celebes
- Acusilas coccineus Simon, 1895[1] - dalla Cina all'arcipelago delle Molucche
- Acusilas dahoneus Barrion & Litsinger, 1995 - Filippine
- Acusilas lepidus Thorell, 1898 - Myanmar
- Acusilas malaccensis Murphy & Murphy, 1983 - Thailandia, Laos, Malaysia, Borneo, Sumatra
- Acusilas spiralis Schmidt & Scharff, 2008 - Sumatra
- Acusilas vei Schmidt & Scharff, 2008 - Celebes
- Acusilas vilei Schmidt & Scharff, 2008 - Celebes

## Aethriscus
Aethriscus Pocock, 1902
- Aethriscus olivaceus (Pocock, 1902)[1] - Repubblica Democratica del Congo
- Aethriscus pani (Lessert, 1930) - Repubblica Democratica del Congo

## Aethrodiscus
Aethrodiscus Strand, 1913
- Aethrodiscus transversalis Strand, 1913[1] — Africa centrale

## Aetrocantha
Aetrocantha Karsch, 1879
- Aetrocantha falkensteini Karsch, 1879[1] — Africa centrale e occidentale

## Afracantha
Afracantha Dahl, 1914
- Afracantha camerunensis (Thorell, 1899)[1] — Africa orientale, centrale e occidentale, Venezuela

## Agalenatea

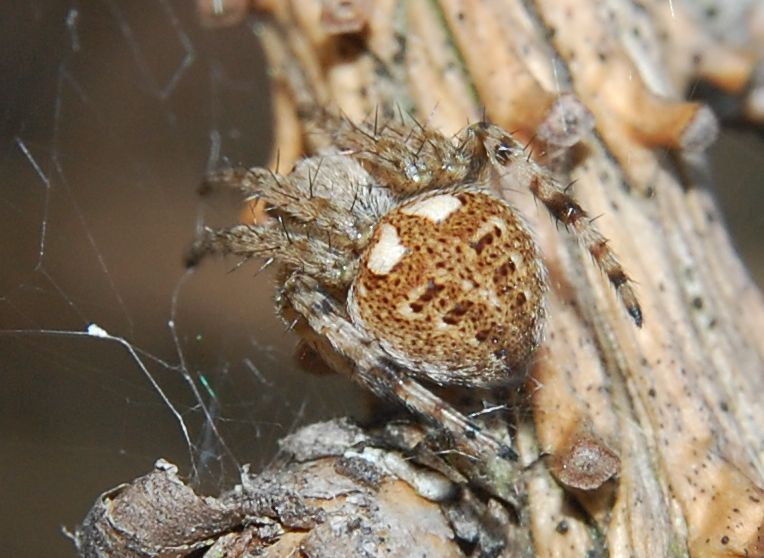
Agalenatea redii

Agalenatea Archer, 1951
- Agalenatea liriope (L. Koch, 1875) — Etiopia, Yemen
- Agalenatea redii (Scopoli, 1763)[1] — Regione paleartica

## Alenatea
Alenatea Song & Zhu, 1999
- Alenatea fuscocolorata (Bösenberg & Strand, 1906)[1] - Corea, Giappone, Cina, Taiwan
- Alenatea touxie Song & Zhu, 1999 - Cina
- Alenatea wangi Zhu & Song, 1999 - Cina

## Allocyclosa
Allocyclosa Levi, 1999
- Allocyclosa bifurca (McCook, 1887)[1] — dagli USA a Panama, Cuba, Hispaniola

## Alpaida
Alpaida O. P.-Cambridge, 1889
1. Alpaida acuta (Keyserling, 1865) — da Panama all'Argentina
2. Alpaida albocincta (Mello-Leitão, 1945) — dal Venezuela all'Argentina
3. Alpaida almada Levi, 1988 — Brasile
4. Alpaida alticeps (Keyserling, 1879) — Brasile, Paraguay
5. Alpaida alto Levi, 1988 — Paraguay
6. Alpaida alvarengai Levi, 1988 — Brasile
7. Alpaida amambay Levi, 1988 — Paraguay
8. Alpaida anchicaya Levi, 1988 — Colombia
9. Alpaida angra Levi, 1988 — Brasile
10. Alpaida antonio Levi, 1988 — Brasile, Guyana
11. Alpaida arvoredo Buckup & Rodrigues, 2011 — Brasile
12. Alpaida atomaria (Simon, 1895) — Brasile
13. Alpaida banos Levi, 1988 — Ecuador
14. Alpaida biasii Levi, 1988 — Brasile
15. Alpaida bicornuta (Taczanowski, 1878) — dalla Costa Rica all'Argentina
16. Alpaida bischoffi Levi, 1988 — Brasile
17. Alpaida boa Levi, 1988 — Brasile
18. Alpaida boraceia Levi, 1988 — Brasile
19. Alpaida cachimbo Levi, 1988 — Brasile
20. Alpaida cali Levi, 1988 — Colombia
21. Alpaida calotypa (Chamberlin, 1916) — Perù
22. Alpaida canela Levi, 1988 — Brasile
23. Alpaida canoa Levi, 1988 — Brasile
24. Alpaida caramba Buckup & Rodrigues, 2011 — Brasile
25. Alpaida carminea (Taczanowski, 1878) — Perù, Brasile, Paraguay, Argentina
26. Alpaida caxias Levi, 1988 — Brasile
27. Alpaida chaco Levi, 1988 — Paraguay
28. Alpaida championi (O. P.-Cambridge, 1889) — dal Guatemala alla Colombia
29. Alpaida chapada Levi, 1988 — Brasile
30. Alpaida chickeringi Levi, 1988 — da Panama al Brasile
31. Alpaida cisneros Levi, 1988 — Colombia, Ecuador
32. Alpaida citrina (Keyserling, 1892) — Brasile
33. Alpaida conica O. P.-Cambridge, 1889[1] — Panama
34. Alpaida constant Levi, 1988 — Brasile
35. Alpaida coroico Levi, 1988 — Bolivia
36. Alpaida costai Levi, 1988 — Argentina
37. Alpaida cuiaba Levi, 1988 — Brasile
38. Alpaida cuyabeno Levi, 1988 — Ecuador
39. Alpaida darlingtoni Levi, 1988 — Colombia
40. Alpaida deborae Levi, 1988 — Brasile, Suriname, Guyana Francese
41. Alpaida delicata (Keyserling, 1892) — Brasile, Perù, Bolivia
42. Alpaida dominica Levi, 1988 — Piccole Antille
43. Alpaida eberhardi Levi, 1988 — Colombia
44. Alpaida elegantula (Archer, 1965) — Martinica
45. Alpaida ericae Levi, 1988 — Brasile, Argentina
46. Alpaida erythrothorax (Taczanowski, 1873) — Guyana Francese
47. Alpaida gallardoi Levi, 1988 — Brasile, Paraguay, Argentina
48. Alpaida gracia Levi, 1988 — Argentina
49. Alpaida graphica (O. P.-Cambridge, 1889) — dal Messico a Panama
50. Alpaida grayi (Blackwall, 1863) — Brasile, Paraguay, Uruguay, Argentina
51. Alpaida guimaraes Levi, 1988 — Brasile, Guyana
52. Alpaida gurupi Levi, 1988 — Brasile
53. Alpaida guto Abrahim & Bonaldo, 2008 — Brasile
54. Alpaida haligera (Archer, 1971) — Perù, Venezuela
55. Alpaida hartliebi Levi, 1988 — Brasile
56. Alpaida hoffmanni Levi, 1988 — Brasile, Paraguay
57. Alpaida holmbergi Levi, 1988 — Argentina
58. Alpaida iguazu Levi, 1988 — Brasile, Argentina
59. Alpaida iquitos Levi, 1988 — Perù, Ecuador, Brasile
60. Alpaida itacolomi Santos & Santos, 2010 — Brasile
61. Alpaida itapua Levi, 1988 — Paraguay
62. Alpaida itauba Levi, 1988 — Brasile, Argentina
63. Alpaida jacaranda Levi, 1988 — Brasile
64. Alpaida kartabo Levi, 1988 — Guyana
65. Alpaida keyserlingi Levi, 1988 — Brasile
66. Alpaida kochalkai Levi, 1988 — Colombia
67. Alpaida lanei Levi, 1988 — Brasile, Argentina
68. Alpaida latro (Fabricius, 1775) — Brasile, Uruguay, Paraguay, Argentina
69. Alpaida leucogramma (White, 1841) — da Panama all'Argentina
70. Alpaida lomba Levi, 1988 — Brasile
71. Alpaida lubinae Levi, 1988 — Venezuela
72. Alpaida machala Levi, 1988 — Ecuador
73. Alpaida madeira Levi, 1988 — Brasile
74. Alpaida manicata Levi, 1988 — Brasile
75. Alpaida marmorata (Taczanowski, 1873) — Ecuador, Perù, Guyana Francese
76. Alpaida marta Levi, 1988 — Colombia
77. Alpaida mato Levi, 1988 — Brasile
78. Alpaida moata (Chamberlin & Ivie, 1936) — Panama, Colombia
79. Alpaida moka Levi, 1988 — Bolivia
80. Alpaida monzon Levi, 1988 — Perù
81. Alpaida morro Levi, 1988 — Brasile
82. Alpaida muco Levi, 1988 — Colombia
83. Alpaida murtinho Levi, 1988 — Brasile
84. Alpaida nadleri Levi, 1988 — Venezuela
85. Alpaida nancho Levi, 1988 — Perù
86. Alpaida narino Levi, 1988 — Colombia
87. Alpaida natal Levi, 1988 — Brasile
88. Alpaida navicula (L. Koch, 1871) — Brasile
89. Alpaida negro Levi, 1988 — Brasile
90. Alpaida nigrofrenata (Simon, 1895) — Brasile
91. Alpaida niveosigillata (Mello-Leitao, 1941) — Colombia, Ecuador
92. Alpaida nonoai Levi, 1988 — Brasile
93. Alpaida octolobata Levi, 1988 — Brasile
94. Alpaida oliverioi (Soares & Camargo, 1948) — Brasile
95. Alpaida orgaos Levi, 1988 — Brasile
96. Alpaida pedro Levi, 1988 — Brasile
97. Alpaida picchu Levi, 1988 — Perù
98. Alpaida quadrilorata (Simon, 1897) — Brasile, Paraguay, Uruguay, Argentina
99. Alpaida queremal Levi, 1988 — Colombia
100. Alpaida rioja Levi, 1988 — Brasile, Argentina
101. Alpaida rosa Levi, 1988 — Brasile, Argentina
102. Alpaida rossi Levi, 1988 — Perù
103. Alpaida rostratula (Keyserling, 1892) — Brasile, Argentina
104. Alpaida rubellula (Keyserling, 1892) — Brasile, Paraguay, Argentina
105. Alpaida sandrei (Simon, 1895) — Brasile
106. Alpaida santosi Levi, 1988 — Brasile
107. Alpaida schneblei Levi, 1988 — Colombia
108. Alpaida scriba (Mello-Leitao, 1940) — Brasile
109. Alpaida septemmammata (O. P.-Cambridge, 1889) — dal Messico all'Argentina
110. Alpaida sevilla Levi, 1988 — Colombia
111. Alpaida silencio Levi, 1988 — Colombia
112. Alpaida simla Levi, 1988 — Trinidad
113. Alpaida sobradinho Levi, 1988 — Brasile
114. Alpaida sulphurea (Taczanowski, 1873) — Guyana Francese
115. Alpaida sumare Levi, 1988 — Brasile
116. Alpaida tabula (Simon, 1895) — dalla Guyana alla Bolivia
117. Alpaida tayos Levi, 1988 — Ecuador, Perù, Brasile, Guyana
118. Alpaida teresinha Braga-Pereira & Santos, 2013 — Brasile
119. Alpaida thaxteri Levi, 1988 — Trinidad
120. Alpaida tijuca Levi, 1988 — Brasile
121. Alpaida toninho Braga-Pereira & Santos, 2013 — Brasile
122. Alpaida tonze Santos & Santos, 2010 — Brasile
123. Alpaida trilineata (Taczanowski, 1878) — Perù
124. Alpaida trispinosa (Keyserling, 1892) — da Panama all'Argentina
125. Alpaida truncata (Keyserling, 1865) — dal Messico all'Argentina
  - Alpaida truncata obscura (Caporiacco, 1948) — Guyana
  - Alpaida truncata sexmaculata (Caporiacco, 1948) — Guyana
126. Alpaida tullgreni (Caporiacco, 1955) — Venezuela
127. Alpaida tuonabo (Chamberlin & Ivie, 1936) — Panama
128. Alpaida urucuca Levi, 1988 — Brasile
129. Alpaida utcuyacu Levi, 1988 — Perù
130. Alpaida utiariti Levi, 1988 — Brasile
131. Alpaida vanzolinii Levi, 1988 — Perù, Brasile, Argentina
132. Alpaida variabilis (Keyserling, 1864) — Colombia
133. Alpaida veniliae (Keyserling, 1865) — da Panama all'Argentina
134. Alpaida vera Levi, 1988 — Brasile
135. Alpaida versicolor (Keyserling, 1877) — Brasile, Paraguay, Uruguay, Argentina
136. Alpaida wenzeli (Simon, 1897) — Saint Vincent
137. Alpaida weyrauchi Levi, 1988 — Perù
138. Alpaida xavantina Levi, 1988 — Brasile
139. Alpaida yotoco Levi, 1988 — Colombia
140. Alpaida yucuma Levi, 1988 — Brasile
141. Alpaida yungas Levi, 1988 — Bolivia
142. Alpaida yuto Levi, 1988 — Paraguay, Argentina

## Amazonepeira
Amazonepeira Levi, 1989
- Amazonepeira beno Levi, 1994 — Ecuador, Brasile, Suriname
- Amazonepeira callaria (Levi, 1991) — Perù, Bolivia, Brasile
- Amazonepeira herrera Levi, 1989[1] — Perù, Brasile
- Amazonepeira manaus Levi, 1994 — Brasile
- Amazonepeira masaka Levi, 1994 — Ecuador, Brasile

## Anepsion
Anepsion Strand, 1929
- Anepsion buchi Chrysanthus, 1969 — Nuova Guinea, Isole Salomone
- Anepsion depressum (Thorell, 1877) — Cina, da Birmania a Celebes
  - Anepsion depressum birmanicum (Thorell, 1895) — Birmania
- Anepsion fuscolimbatum (Simon, 1901) — Malesia
- Anepsion hammeni Chrysanthus, 1969 — Nuova Guinea
- Anepsion jacobsoni Chrysanthus, 1961 — Indonesia
- Anepsion japonicum Yaginuma, 1962 — Cina, Giappone
- Anepsion maculatum (Thorell, 1897) — Birmania
- Anepsion maritatum (O. P.-Cambridge, 1877) — Sri Lanka, dalla Cina a Celebes
- Anepsion peltoides (Thorell, 1878) — Australia, Nuova Guinea, Arcipelago delle Bismarck
- Anepsion reimoseri Chrysanthus, 1961 — Nuova Guinea
- Anepsion rhomboides (L. Koch, 1867)[1] — Isole Samoa
- Anepsion roeweri Chrysanthus, 1961 — Taiwan, Filippine, Isole Riau (Indonesia)
- Anepsion semialbum (Simon, 1880) — Nuova Caledonia
- Anepsion villosum (Thorell, 1877) — Celebes
- Anepsion wichmanni (Kulczyński, 1911) — Nuova Guinea
- Anepsion wolffi Chrysanthus, 1969 — Isole Salomone

## Arachnura
Arachnura Vinson, 1863
- Arachnura angura Tikader, 1970 — India

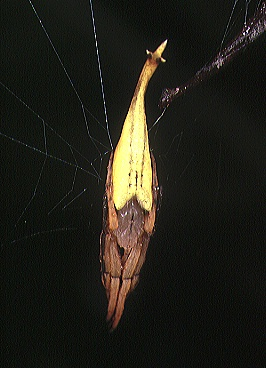
Arachnura melanura, femmina

- Arachnura caudatella Roewer, 1942 — Nuova Guinea, Queensland (Australia)
- Arachnura feredayi (L. Koch, 1872) — Australia, Tasmania, Nuova Zelanda
- Arachnura heptotubercula Yin, Hu & Wang, 1983 — Cina
- Arachnura higginsi (L. Koch, 1872) — Australia, Tasmania
- Arachnura logio Yaginuma, 1956 — Cina, Giappone
- Arachnura melanura Simon, 1867 — dall'India al Giappone e Celebes
- Arachnura perfissa (Thorell, 1895) — Birmania
- Arachnura pygmaea (Thorell, 1890) — Isola Nias (Sumatra)
- Arachnura quinqueapicata Strand, 1911 — Isole Aru (Indonesia)
- Arachnura scorpionoides Vinson, 1863[1] — Congo, Etiopia, Madagascar, Mauritius
- Arachnura simoni Berland, 1924 — Nuova Caledonia
- Arachnura spinosa (Saito, 1933) — Taiwan

## Araneus
Araneus Clerck, 1757
1. Araneus aballensis (Strand, 1906) — Etiopia
2. Araneus abeicus Levi, 1991 — Brasile
3. Araneus abigeatus Levi, 1975 — USA

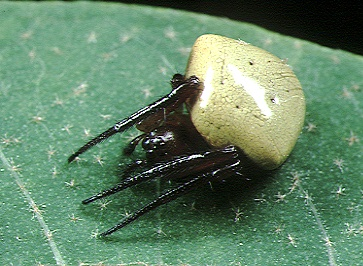
Araneus viridiventris, femmina

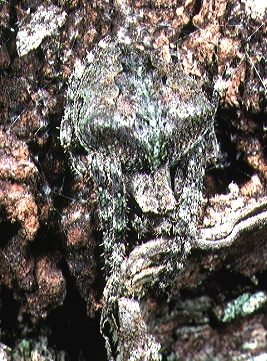
Araneus ventricosus, femmina

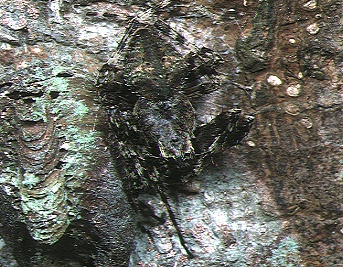
Araneus ventricosus, maschio

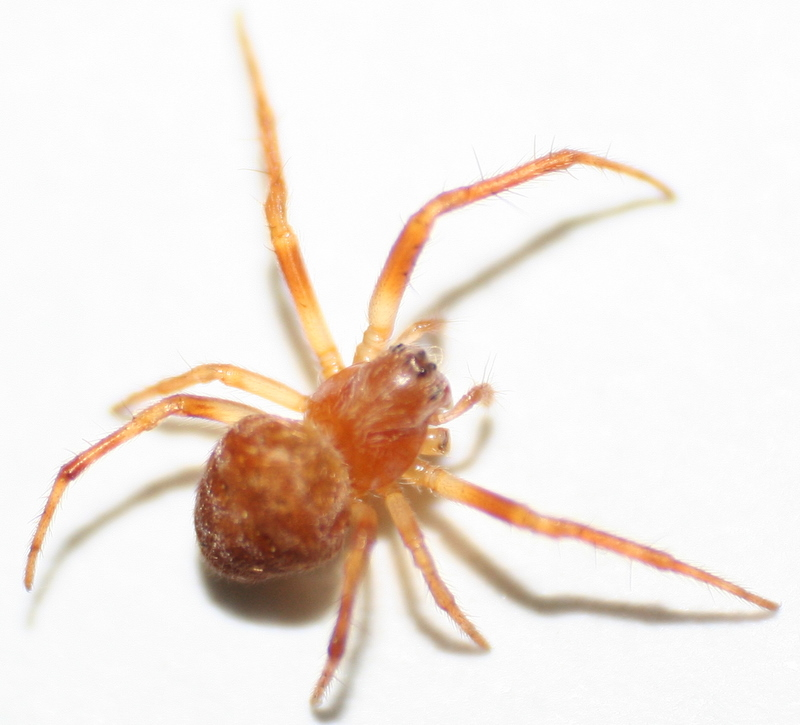
Araneus sturmi

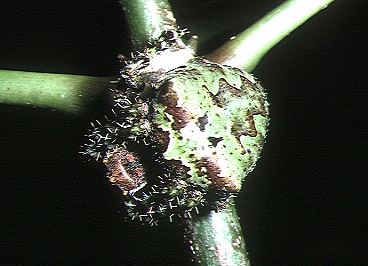
Araneus seminiger, femmina

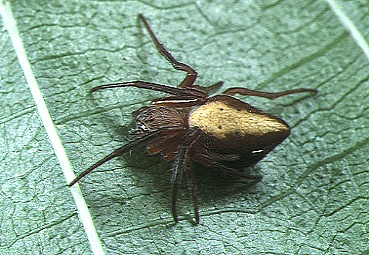
Araneus ryukyuanus, femmina

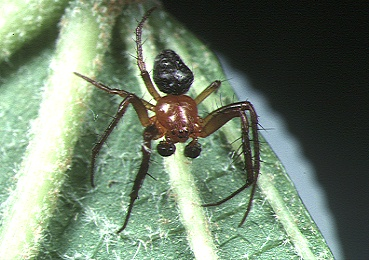
Araneus ryukyuanus, maschio

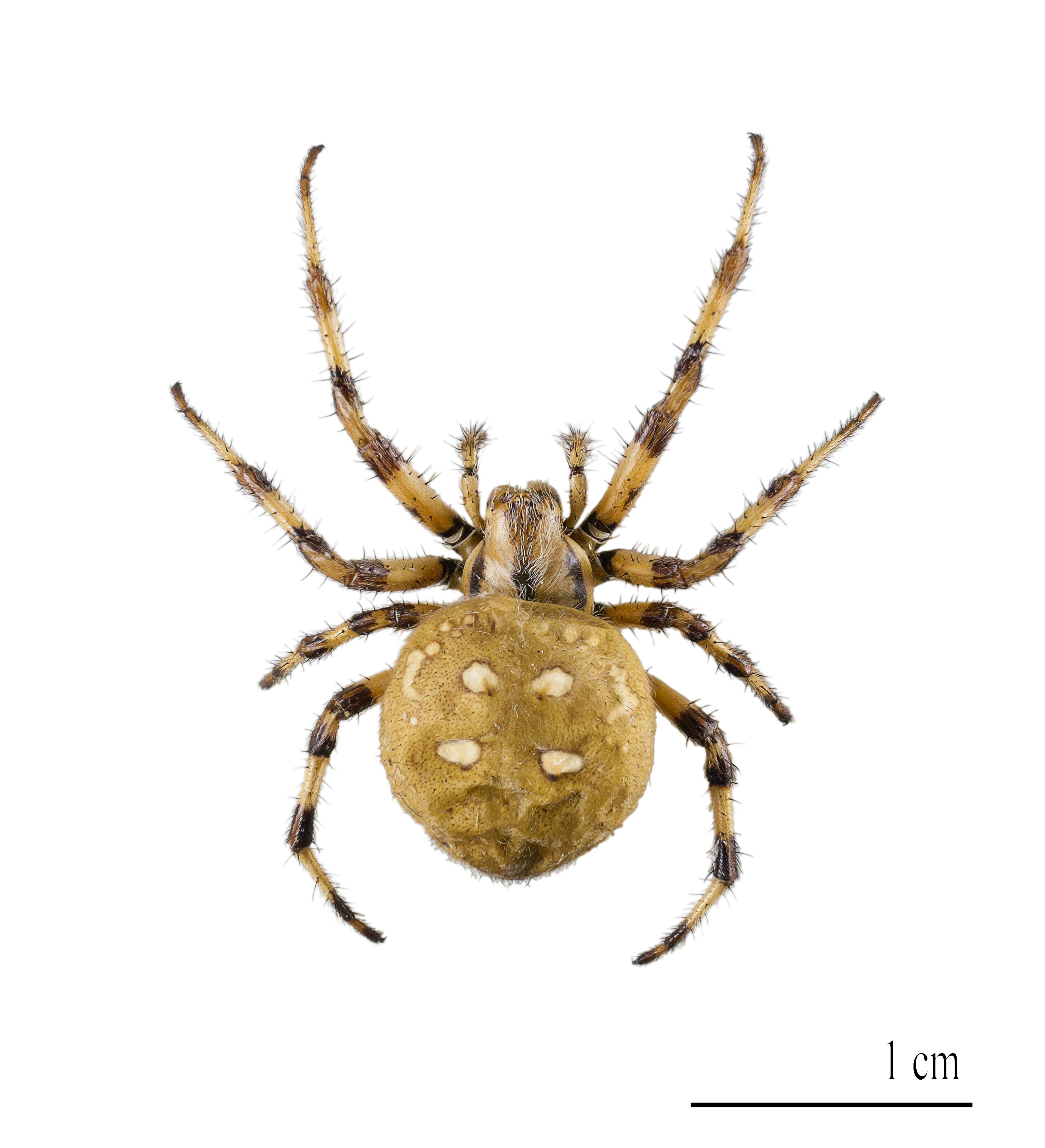
Araneus quadratus

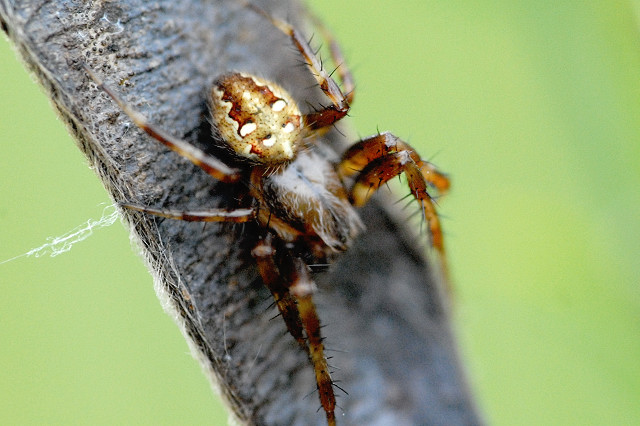
Araneus quadratus, maschio

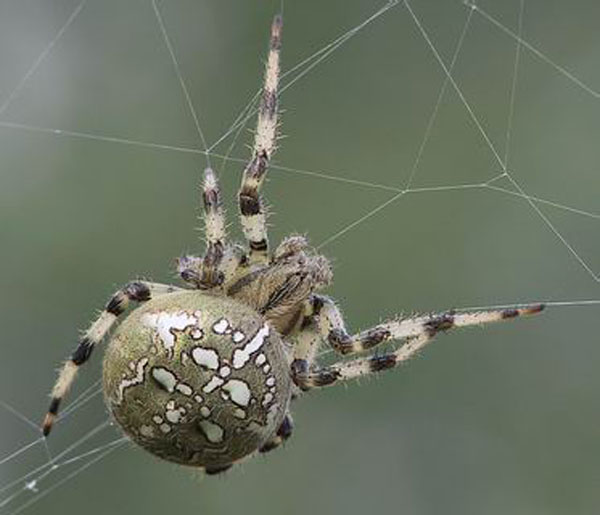
Araneus quadratus

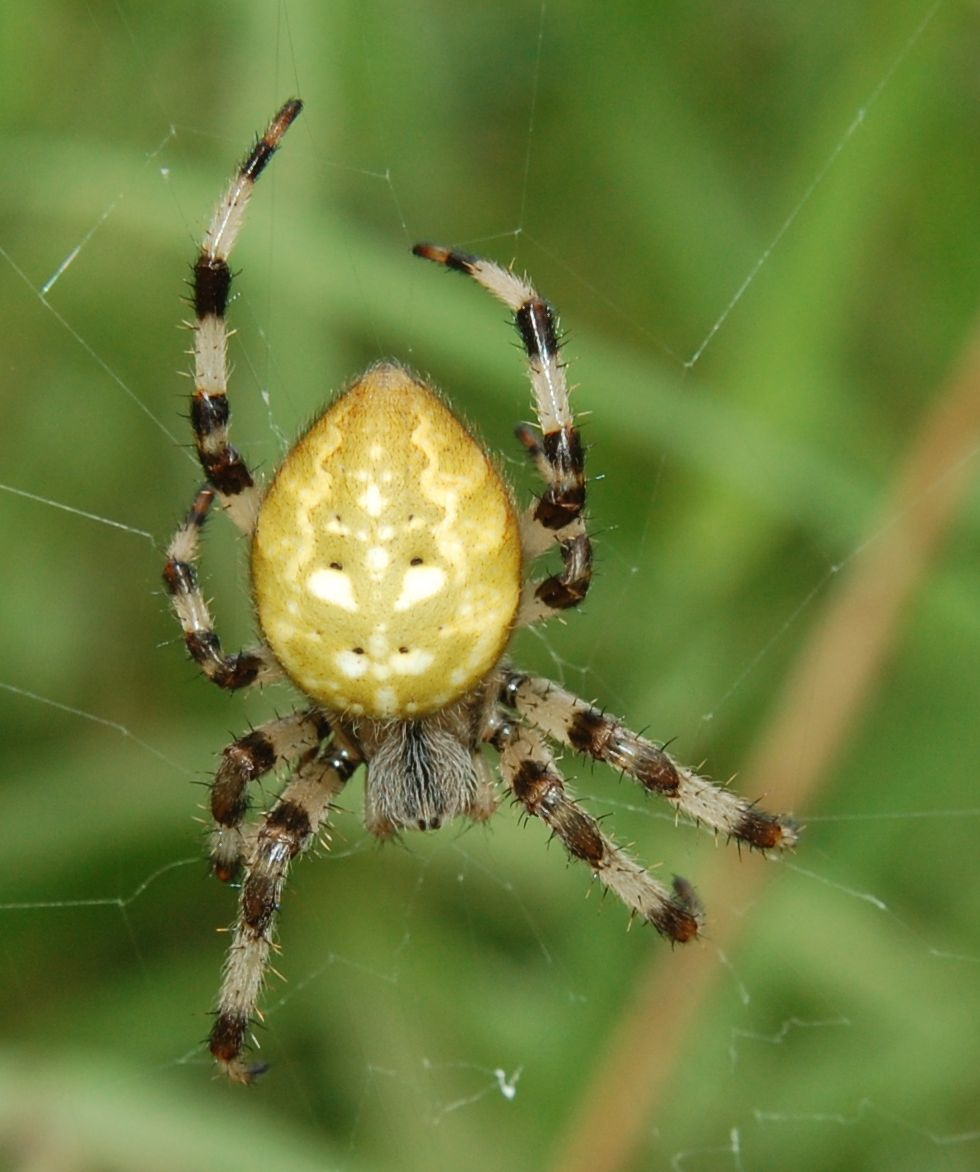
Araneus quadratus

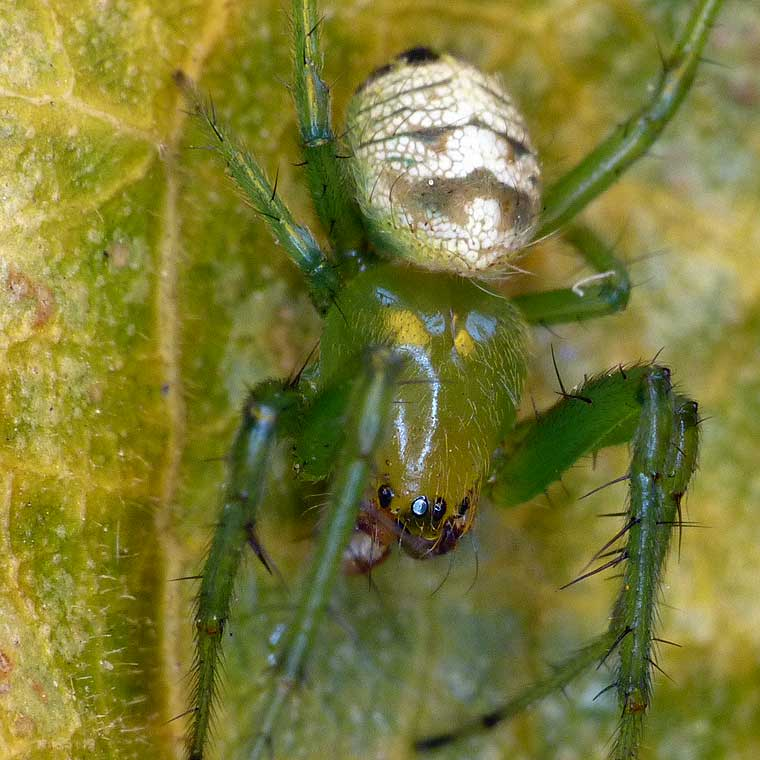
Araneus praesignis

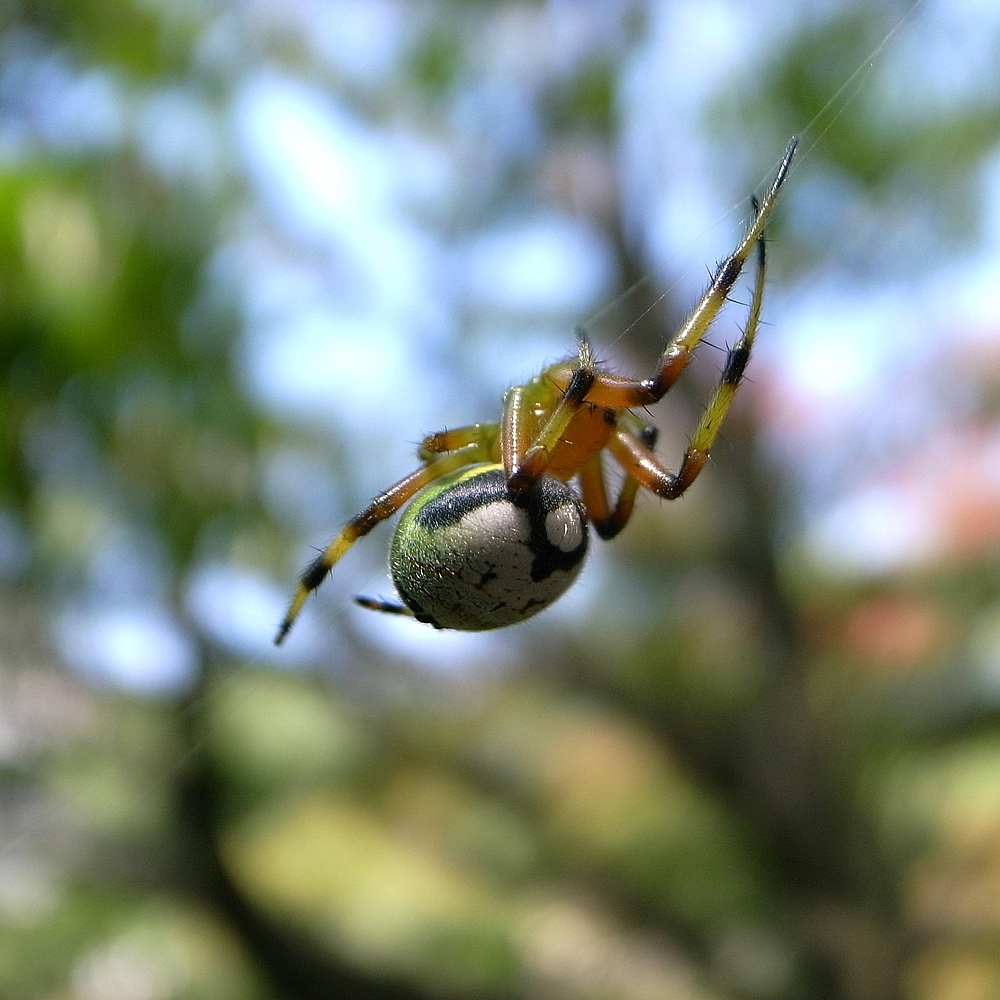
Araneus mitificus

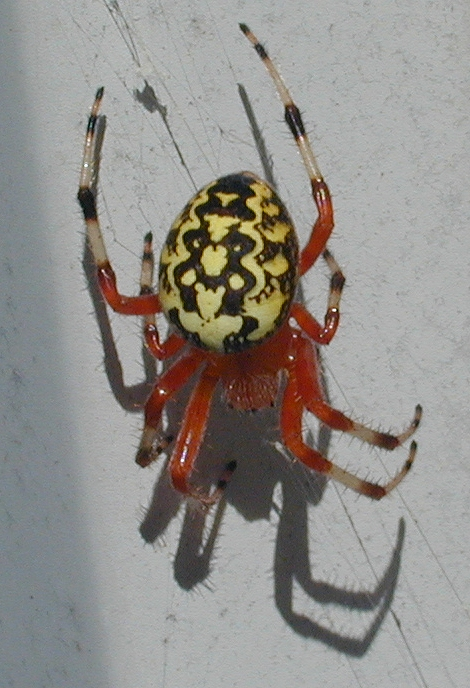
Araneus marmoreus, femmina

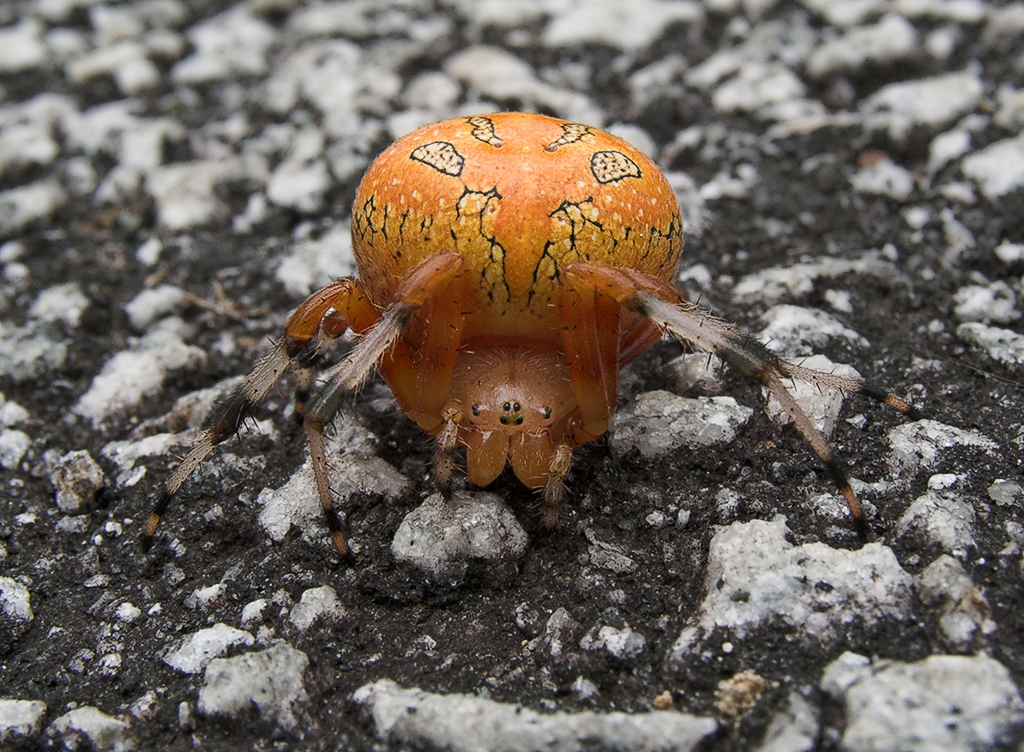
Araneus marmoreus

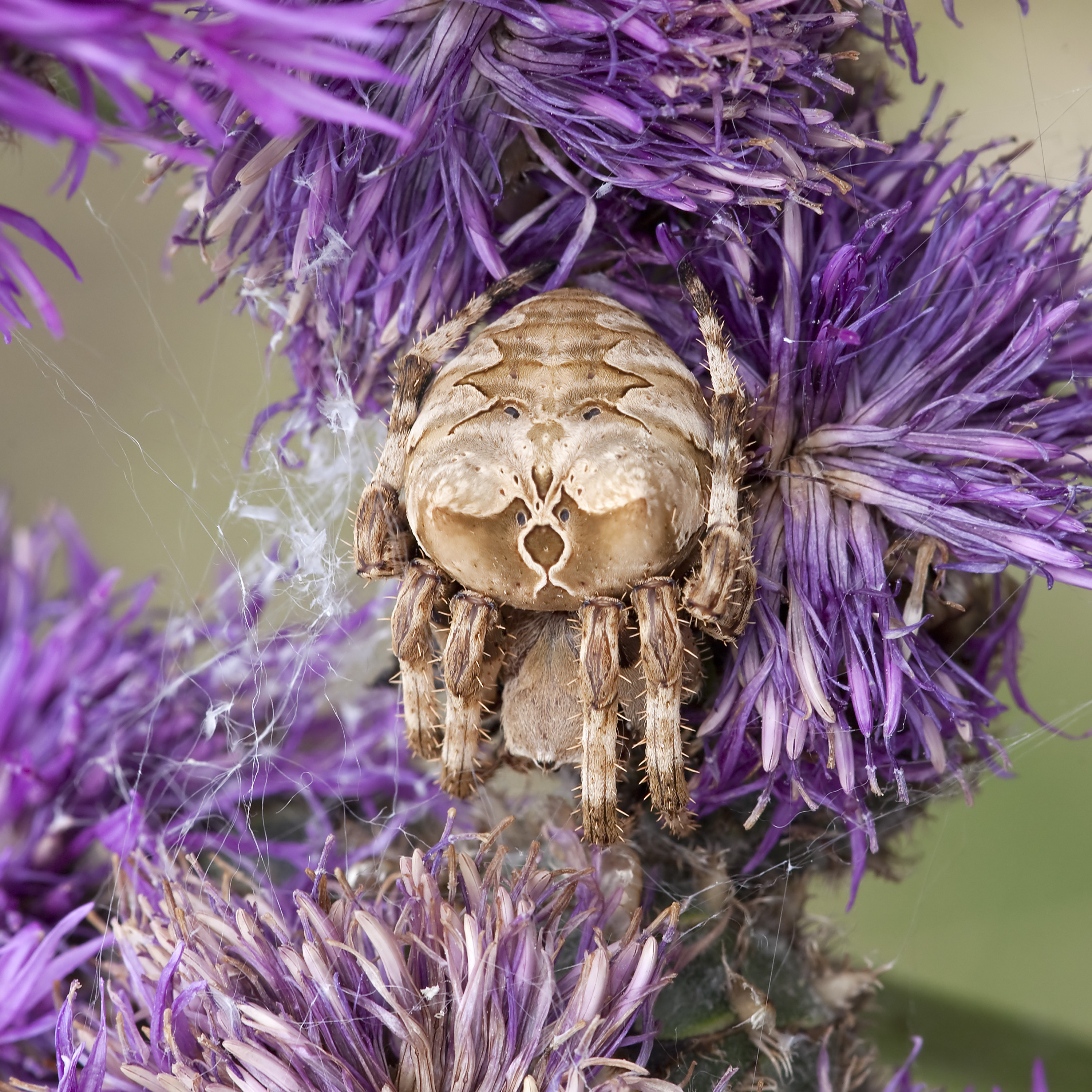
Araneus grossus

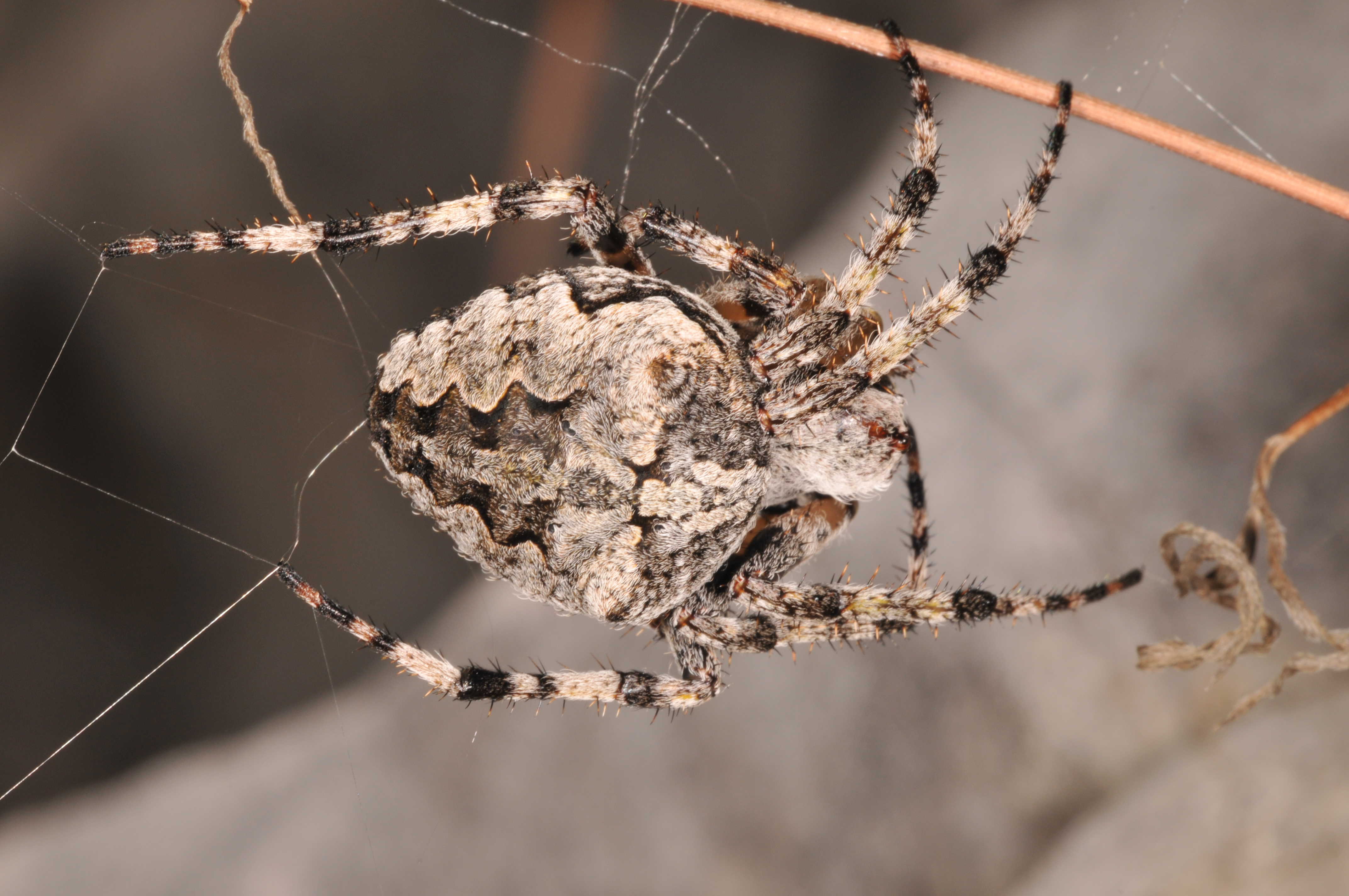
Araneus circe

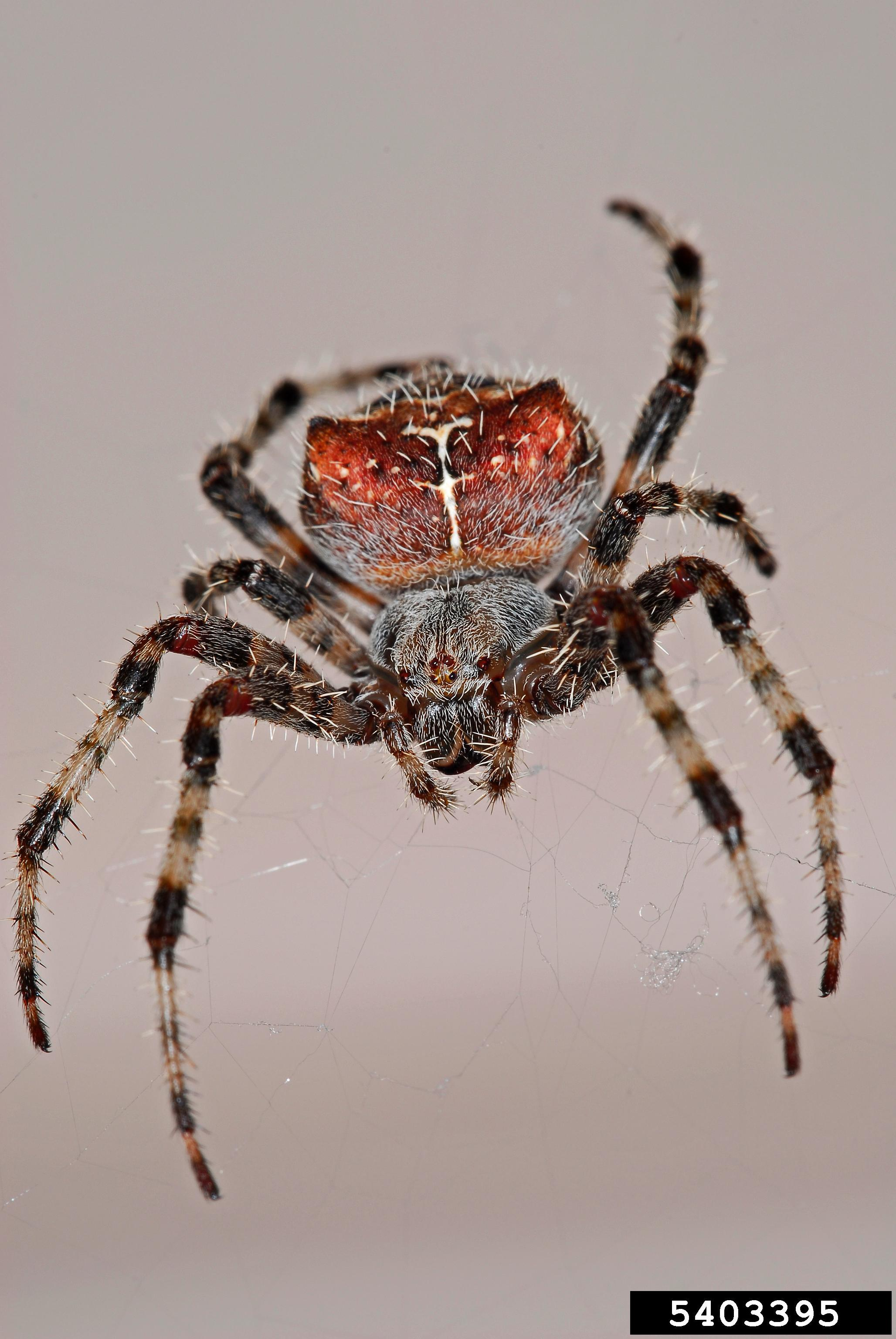
Araneus gemmoides

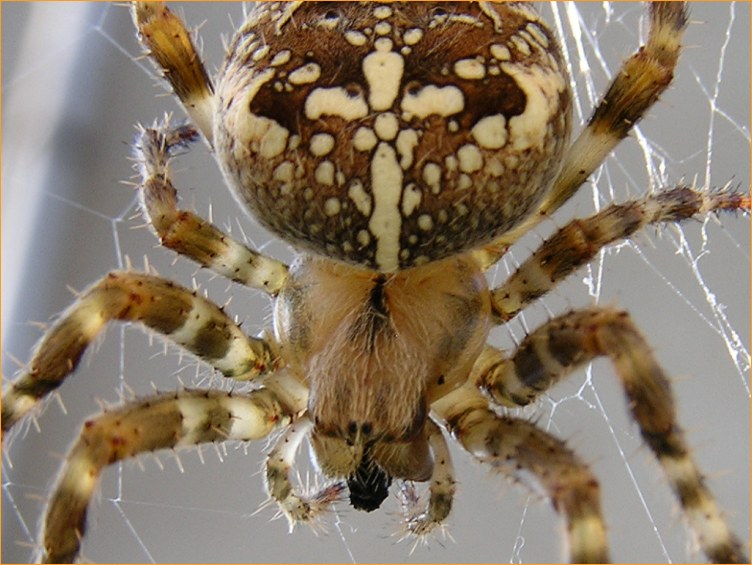
Araneus diadematus, particolare

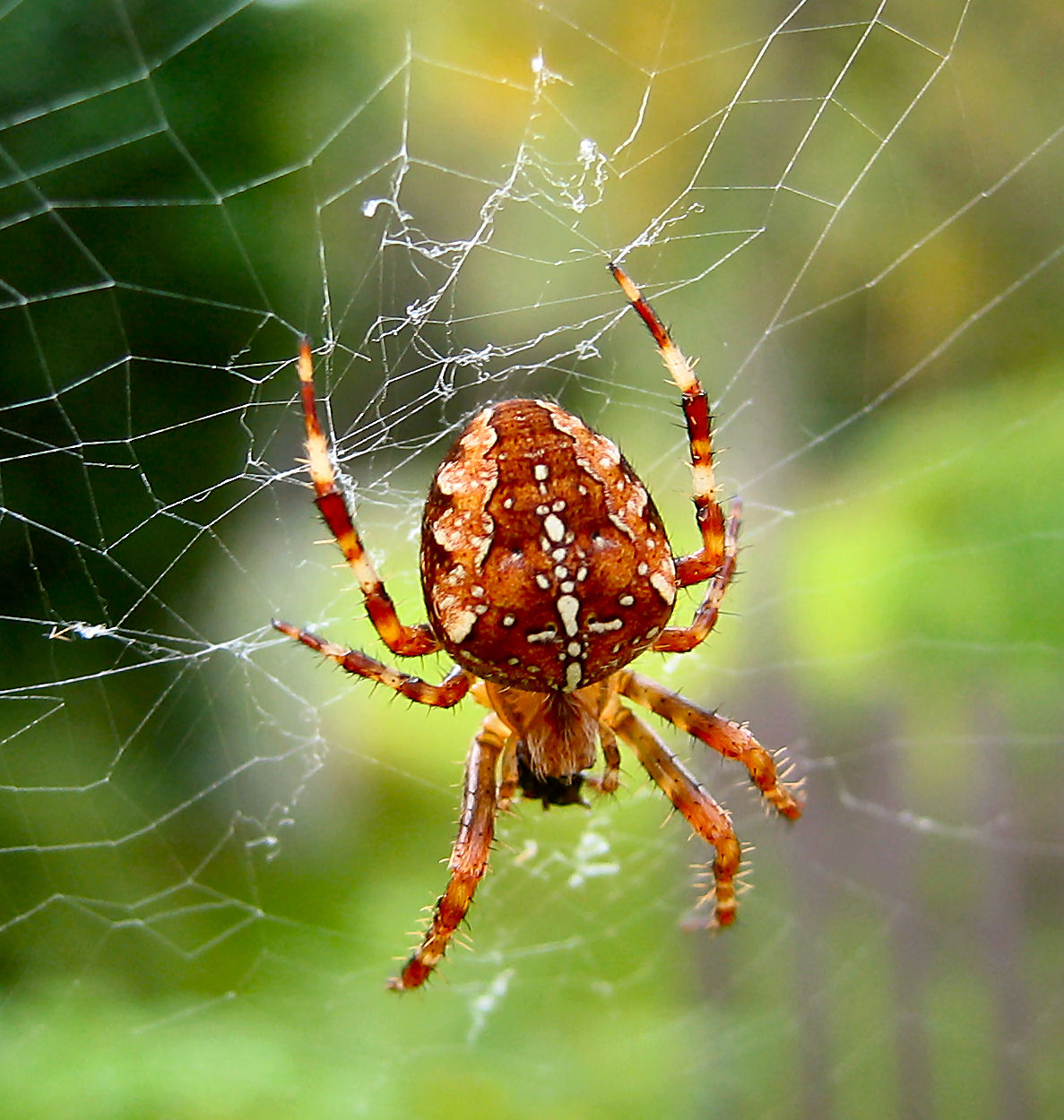
Araneus diadematus, femmina

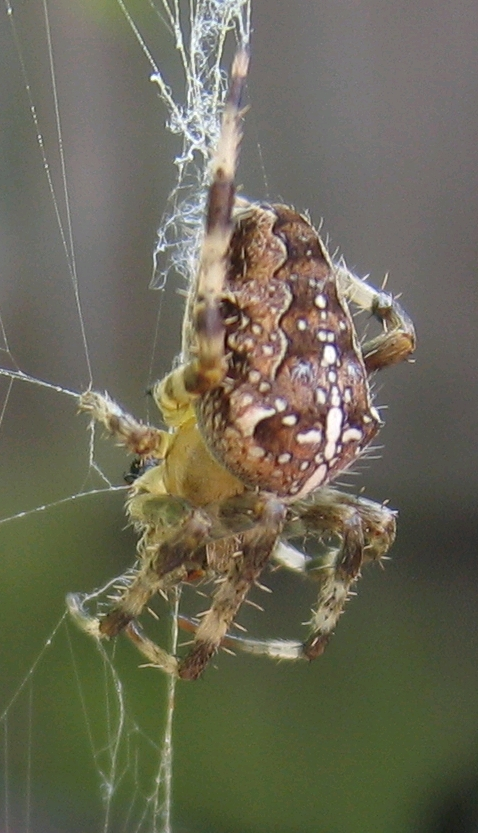
Araneus diadematus

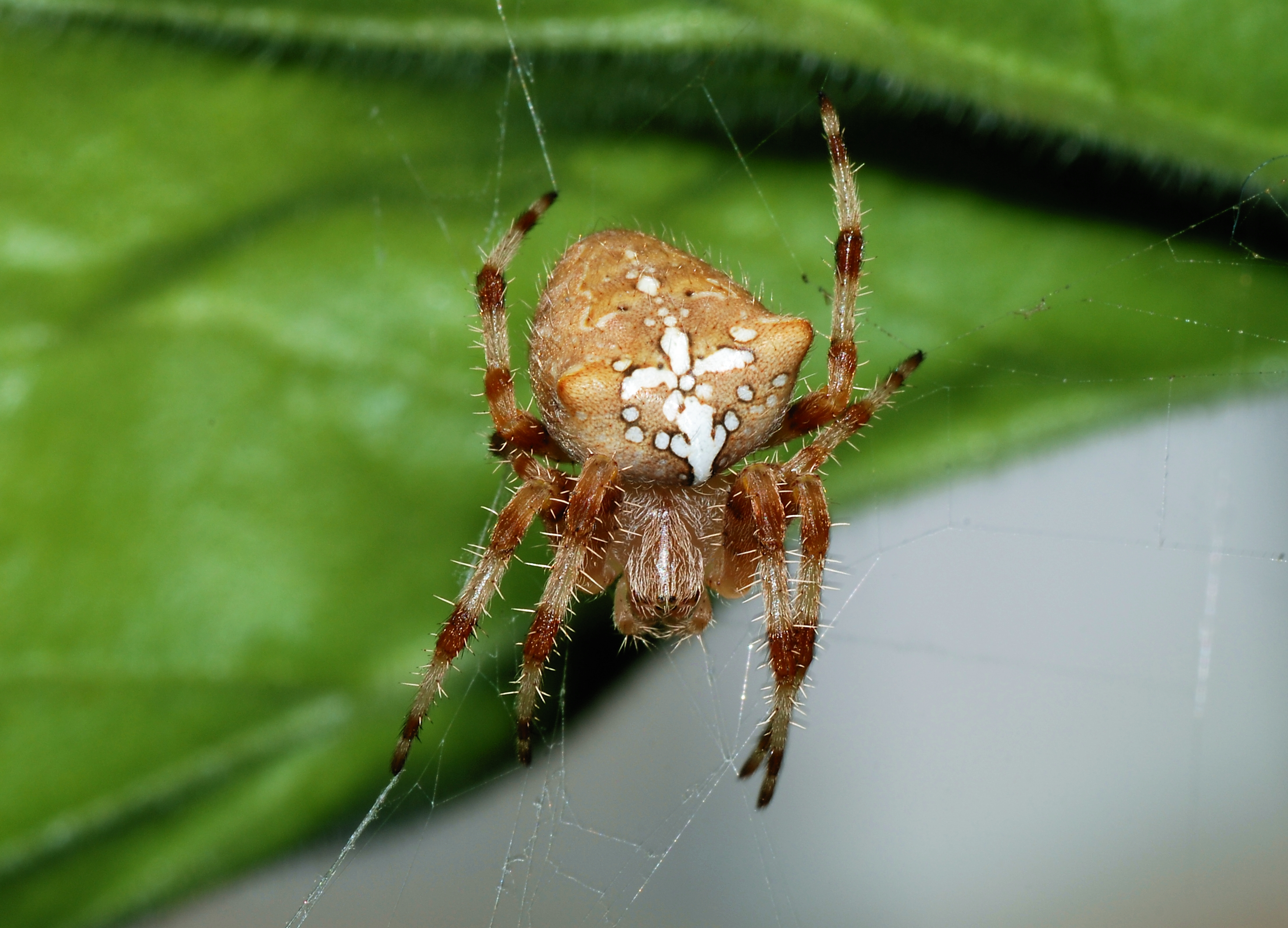
Araneus diadematus

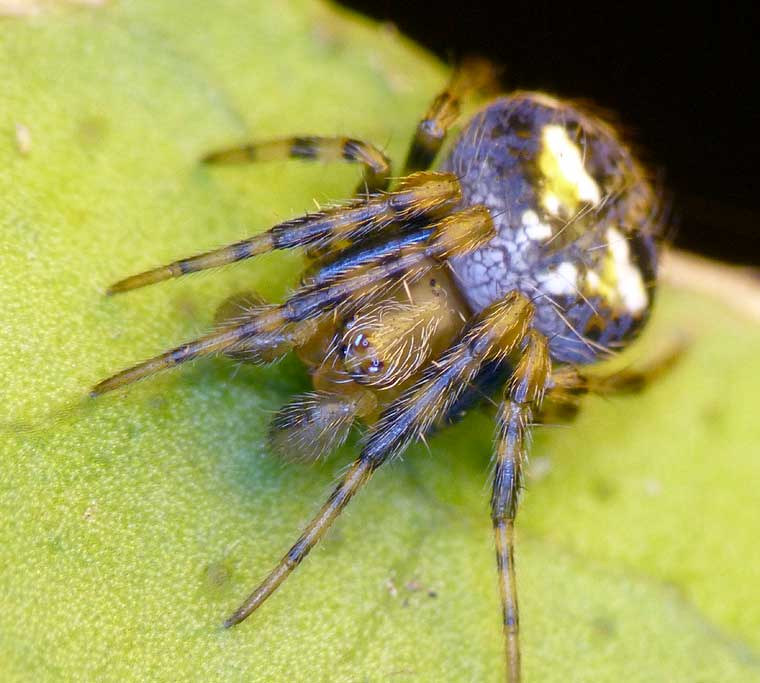
Araneus albotriangulus

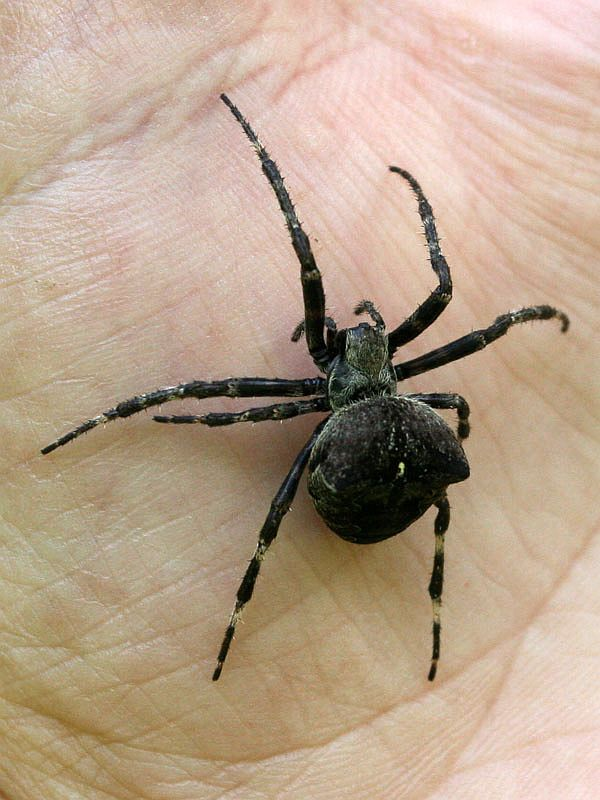
Araneus angulatus

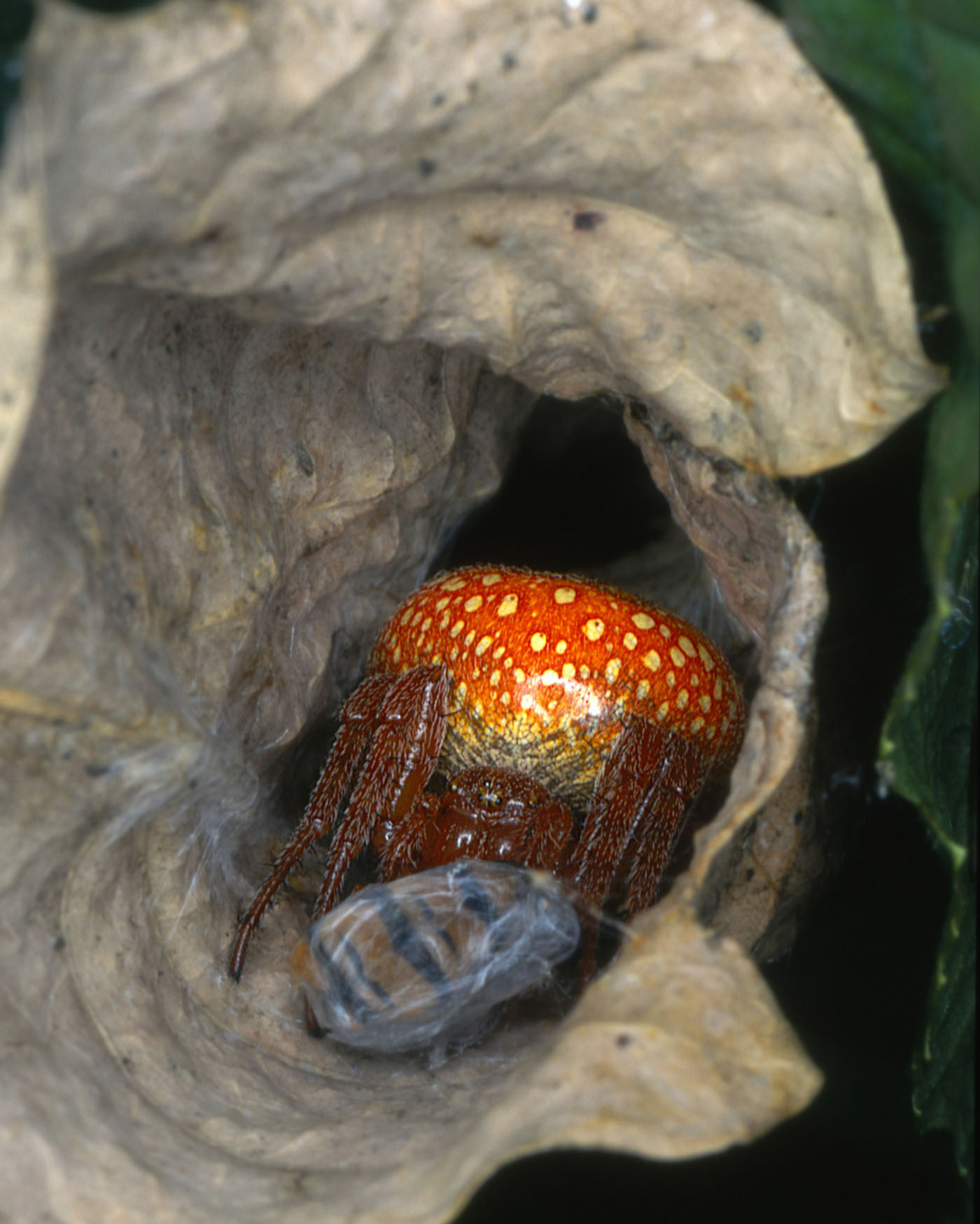
Araneus alsine

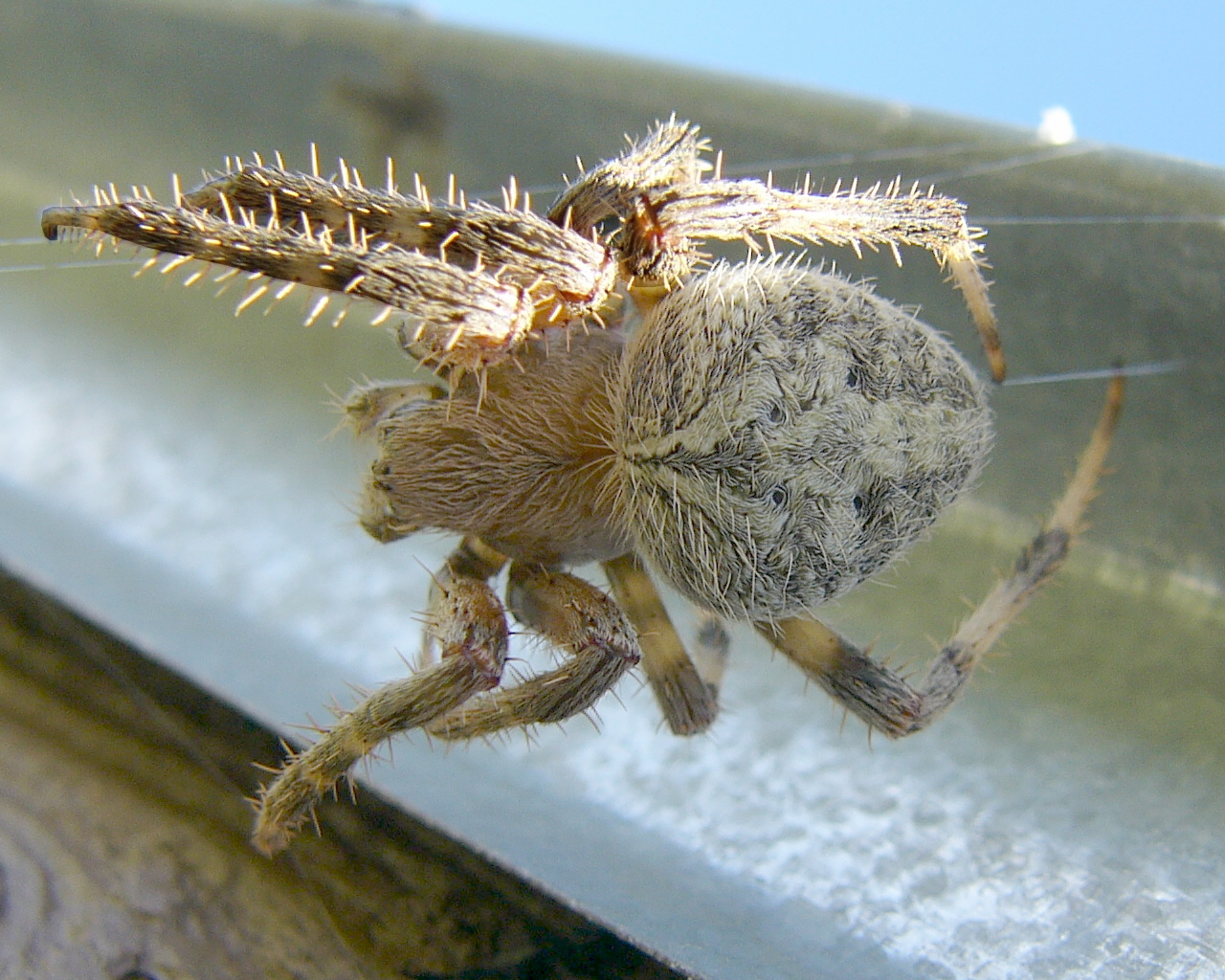
Araneus cavaticus

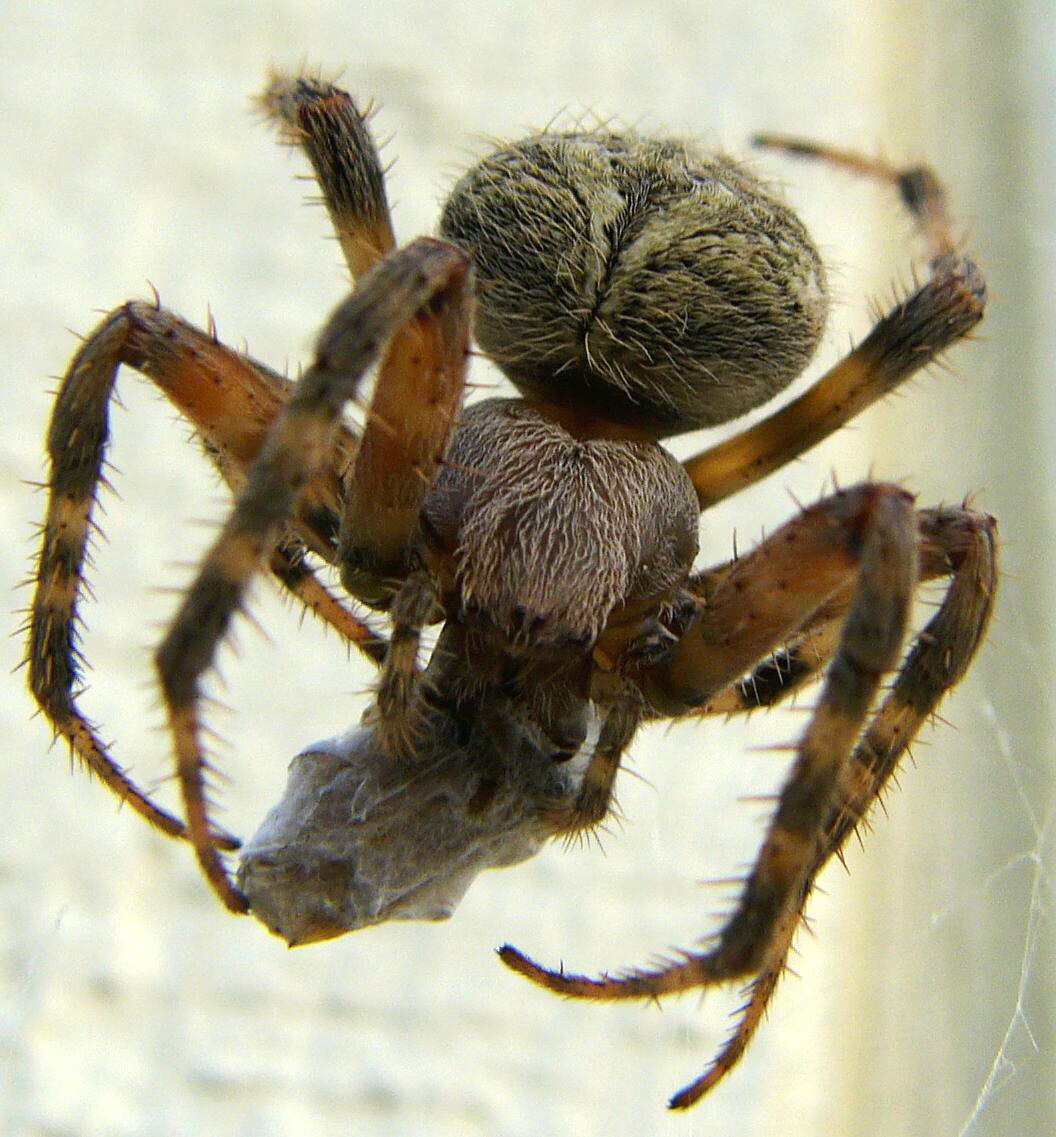
Araneus cavaticus

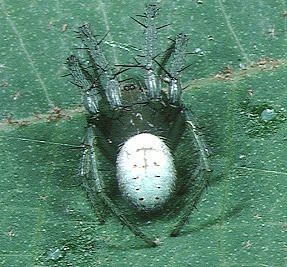
Araneus amabilis, maschio

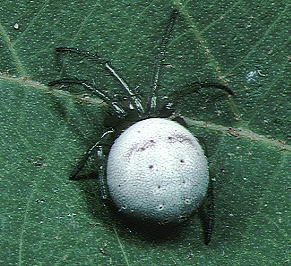
Araneus amabilis, femmina

4. Araneus acachmenus Rainbow, 1916 — Queensland (Australia)
5. Araneus acolla Levi, 1991 — Perù
6. Araneus acrocephalus (Thorell, 1887) — Birmania
7. Araneus acronotus (Grube, 1861) — Russia
8. Araneus acropygus (Thorell, 1877) — Celebes
9. Araneus acuminatus (L. Koch, 1872) — Queensland (Australia), Isole Salomone
10. Araneus acusisetus Zhu & Song, 1994 — Cina, Corea, Giappone
11. Araneus adiantiformis Caporiacco, 1941 — Etiopia
12. Araneus adjuntaensis (Petrunkevitch, 1930) — Puerto Rico
13. Araneus aethiopicus (Roewer, 1961) — Senegal
14. Araneus aethiopissa Simon, 1907 — Senegal, Isola di Bioko (Golfo di Guinea)
15. Araneus affinis Zhu, Tu & Hu, 1988 — Cina
16. Araneus agastus Rainbow, 1916 — Queensland (Australia)
17. Araneus akakensis (Strand, 1906) — Etiopia
18. Araneus aksuensis Yin, Xie & Bao, 1996 — Cina
19. Araneus albabdominalis Zhu et al., 2005 — Cina
20. Araneus albiaculeis (Strand, 1906) — Etiopia
21. Araneus albidus (L. Koch, 1871) — Queensland (Australia)
22. Araneus albilunatus Roewer, 1961 — Senegal
23. Araneus albomaculatus Yin et al., 1990 — Cina
24. Araneus alboquadratus Dyal, 1935 — Pakistan
25. Araneus albotriangulus (Keyserling, 1887) — Queensland (Australia), Nuovo Galles del Sud
26. Araneus alboventris (Emerton, 1884) — USA
27. Araneus alhue Levi, 1991 — Cile, Argentina
28. Araneus allani Levi, 1973 — USA
29. Araneus alsine (Walckenaer, 1802) — Regione paleartica
30. Araneus altitudinum Caporiacco, 1934 — Karakorum
31. Araneus amabilis Tanikawa, 2001 — Giappone
32. Araneus amblycyphus Simon, 1908 — Australia occidentale
33. Araneus amurius Bakhvalov, 1981 — Russia
34. Araneus amygdalaceus (Keyserling, 1864) — Mauritius
35. Araneus ana Levi, 1991 — Costa Rica
36. Araneus anantnagensis Tikader & Bal, 1981 — India
37. Araneus anaspastus (Thorell, 1892) — Singapore
38. Araneus anatipes (Keyserling, 1887) — Queensland (Australia)
39. Araneus ancurus Zhu, Tu & Hu, 1988 — Cina
40. Araneus andrewsi (Archer, 1951) — USA
41. Araneus anguinifer (F. O. P.-Cambridge, 1904) — Messico, Costa Rica
42. Araneus angulatus Clerck, 1757[1] — Regione paleartica
  - Araneus angulatus afolius (Franganillo, 1909) — Portogallo
  - Araneus angulatus atricolor Simon, 1929 — Francia
  - Araneus angulatus castaneus (Franganillo, 1909) — Portogallo
  - Araneus angulatus crucinceptus (Franganillo, 1909) — Portogallo
  - Araneus angulatus fuscus (Franganillo, 1909) — Portogallo
  - Araneus angulatus iberoi (Franganillo, 1909) — Portogallo
  - Araneus angulatus levifolius (Franganillo, 1909) — Portogallo
  - Araneus angulatus niger (Franganillo, 1918) — Spagna
  - Araneus angulatus nitidifolius (Franganillo, 1909) — Portogallo
  - Araneus angulatus pallidus (Franganillo, 1909) — Portogallo
  - Araneus angulatus personatus Simon, 1929 — Belgio, Francia
  - Araneus angulatus serifolius (Franganillo, 1909) — Portogallo
43. Araneus anjonensis Schenkel, 1963 — Cina
44. Araneus annuliger (Thorell, 1898) — Birmania
45. Araneus annulipes (Lucas, 1838) — Isole Canarie
46. Araneus apache Levi, 1975 — USA
47. Araneus apicalis (Thorell, 1899) — Camerun
48. Araneus apiculatus (Thorell, 1895) — Birmania
49. Araneus apobleptus Rainbow, 1916 — Queensland (Australia)
50. Araneus appendiculatus (Taczanowski, 1873) — Guyana Francese
51. Araneus apricus (Karsch, 1884) — Africa, São Tomé, Yemen, Socotra
52. Araneus aragua Levi, 2008 — Venezuela
53. Araneus aralis Bakhvalov, 1981 — Kirghizistan
54. Araneus arenaceus (Keyserling, 1886) — Queensland (Australia), Nuovo Galles del Sud
55. Araneus arfakianus (Thorell, 1881) — Nuova Guinea
56. Araneus arganicola Simon, 1909 — Marocco
57. Araneus argentarius Rainbow, 1916 — Queensland (Australia)
58. Araneus arizonensis (Banks, 1900) — USA, Messico
59. Araneus asiaticus Bakhvalov, 1983 — Kirghizistan
60. Araneus aubertorum Berland, 1938 — Nuove Ebridi
61. Araneus aurantiifemuris (Mello-Leitao, 1942) — Argentina
62. Araneus auriculatus Song & Zhu, 1992 — Cina
63. Araneus axacus Levi, 1991 — Messico
64. Araneus badiofoliatus Schenkel, 1963 — Cina
65. Araneus badongensis Song & Zhu, 1992 — Cina
66. Araneus bagamoyensis (Strand, 1906) — Africa orientale
67. Araneus baicalicus Bakhvalov, 1981 — Russia
68. Araneus balanus (Doleschall, 1859) — Isola Ambon (Molucche)
69. Araneus bandelieri (Simon, 1891) — Venezuela, Brasile
70. Araneus bantaengi Merian, 1911 — Celebes
71. Araneus bargusinus Bakhvalov, 1981 — Russia
72. Araneus basalteus Schenkel, 1936 — Cina
73. Araneus bastarensis Gajbe, 2005 — India
74. Araneus baul Levi, 1991 — Messico
75. Araneus beebei Petrunkevitch, 1914 — Birmania
76. Araneus beijiangensis Hu & Wu, 1989 — Cina
77. Araneus biapicatifer (Strand, 1907) — Australia
78. Araneus bicavus Zhu & Wang, 1994 — Cina
79. Araneus bicentenarius (McCook, 1888) — USA, Canada
80. Araneus bigibbosus (O. P.-Cambridge, 1885) — Yarkand (Cina occidentale)
81. Araneus bihamulus Zhu et al., 2005 — Cina
82. Araneus bilunifer Pocock, 1900 — India
83. Araneus bimaculicollis Hu, 2001 — Cina
84. Araneus bimini Levi, 1991 — Isole Bahama
85. Araneus biprominens Yin, Wang & Xie, 1989 — Cina
86. Araneus bipunctatus (Thorell, 1898) — Birmania
87. Araneus bipunctatus Franganillo, 1931 — Cuba
88. Araneus bispinosus (Keyserling, 1885) — USA
89. Araneus bivittatus (Walckenaer, 1842) — USA
90. Araneus blaisei Simon, 1909 — Vietnam
91. Araneus blochmanni (Strand, 1907) — Giava
92. Araneus blumenau Levi, 1991 — Brasile, Uruguay, Argentina
93. Araneus boerneri (Strand, 1907) — India
  - Araneus boerneri clavimaculus (Strand, 1907) — India
  - Araneus boerneri obscurellus (Strand, 1907) — India
94. Araneus boesenbergi (Fox, 1938) — Cina
95. Araneus bogotensis (Keyserling, 1864) — dalla Colombia alla Bolivia e Brasile
96. Araneus boneti Levi, 1991 — Messico
97. Araneus bonsallae (McCook, 1894) — USA
98. Araneus borealis Tanikawa, 2001 — Giappone
99. Araneus boreus Uyemura & Yaginuma, 1972 — Giappone
100. Araneus bosmani Simon, 1903 — Guinea Equatoriale
101. Araneus bradleyi (Keyserling, 1887) — Australia, Tasmania
102. Araneus braueri (Strand, 1906) — Etiopia
103. Araneus brisbanae (L. Koch, 1867) — Nuova Guinea, Australia, Nuova Zelanda
104. Araneus bryantae Brignoli, 1983 — Hispaniola
105. Araneus bufo (Denis, 1941) — Isole Canarie
106. Araneus caballo Levi, 1991 — Messico
107. Araneus calusa Levi, 1973 — USA
108. Araneus camilla (Simon, 1889) — India, Pakistan
109. Araneus canacus Berland, 1931 — Nuova Caledonia
110. Araneus canalae Berland, 1924 — Nuova Caledonia
111. Araneus canestrinii (Thorell, 1873) — Italia
112. Araneus caplandensis (Strand, 1907) — Sudafrica
113. Araneus carabellus (Strand, 1913) — Africa centrale
114. Araneus carchi Levi, 1991 — Ecuador
115. Araneus cardioceros Pocock, 1899 — Socotra
116. Araneus carimagua Levi, 1991 — Colombia
117. Araneus carnifex (O. P.-Cambridge, 1885) — Yarkand (Cina occidentale)
118. Araneus carroll Levi, 1973 — USA
119. Araneus castilho Levi, 1991 — Brasile
120. Araneus catillatus (Thorell, 1895) — Birmania
121. Araneus catospilotus Simon, 1907 — Guinea-Bissau, Principe (Sao Tomé e Principe), Congo
122. Araneus caudifer Kulczyński, 1911 — Nuova Guinea
123. Araneus cavaticus (Keyserling, 1881) — USA, Canada
124. Araneus celebensis Merian, 1911 — Celebes
125. Araneus cercidius Yin et al., 1990 — Cina
126. Araneus cereolus (Simon, 1886) — Senegal, Camerun, Etiopia
127. Araneus chiapas Levi, 1991 — Messico
128. Araneus chiaramontei Caporiacco, 1940 — Etiopia
129. Araneus chingaza Levi, 1991 — Colombia
130. Araneus chunhuaia Zhu, Tu & Hu, 1988 — Cina
131. Araneus chunlin Yin et al., 2009 — Cina
132. Araneus cingulatus (Walckenaer, 1842) — USA
133. Araneus circe (Audouin, 1826) — Regione paleartica
  - Araneus circe strandi (Kolosváry, 1935) — Ungheria
134. Araneus circellus Song & Zhu, 1992 — Cina
135. Araneus circulissparsus (Keyserling, 1887) — Nuovo Galles del Sud
136. Araneus circumbasilaris Yin et al., 1990 — Cina
137. Araneus coccinella Pocock, 1898 — Sudafrica
138. Araneus cochise Levi, 1973 — USA
139. Araneus cohnae Levi, 1991 — Brasile
140. Araneus colima Levi, 1991 — Messico
141. Araneus colubrinus Song & Zhu, 1992 — Cina
142. Araneus compsus (Soares & Camargo, 1948) — Brasile
143. Araneus comptus Rainbow, 1916 — Queensland (Australia)
  - Araneus comptus fuscocapitatus Rainbow, 1916 — Queensland (Australia)
144. Araneus concepcion Levi, 1991 — Cile
145. Araneus concinnus Rainbow, 1900 — Nuovo Galles del Sud
146. Araneus concoloratus (F. O. P.-Cambridge, 1904) — Panama
147. Araneus corbita (L. Koch, 1871) — Isole Samoa
148. Araneus corporosus (Keyserling, 1892) — Brasile, Argentina
149. Araneus corticaloides (Roewer, 1955) — Corsica
150. Araneus corticarius (Emerton, 1884) — USA, Canada, Alaska
151. Araneus crinitus (Rainbow, 1893) — Nuovo Galles del Sud
152. Araneus crispulus Tullgren, 1952 — Svezia
153. Araneus cristobal Levi, 1991 — Messico
154. Araneus cuiaba Levi, 1991 — Brasile, Argentina
155. Araneus cungei Bakhvalov, 1974 — Kirghizistan
156. Araneus cyclops Caporiacco, 1940 — Etiopia
157. Araneus cyphoxis Simon, 1908 — Australia occidentale
158. Araneus cyrtarachnoides (Keyserling, 1887) — dalla Nuova Guinea al Nuovo Galles del Sud
159. Araneus dayongensis Yin et al., 1990 — Cina
160. Araneus decaisnei (Lucas, 1863) — Filippine
161. Araneus decentellus (Strand, 1907) — India, Cina
162. Araneus decolor (L. Koch, 1871) — Nuovo Galles del Sud, Victoria (Australia), Isole Figi
163. Araneus decoratus (Thorell, 1899) — Camerun
164. Araneus demoniacus Caporiacco, 1939 — Etiopia
165. Araneus depressatulus (Roewer, 1942) — Nuova Guinea
166. Araneus desierto Levi, 1991 — Messico
167. Araneus detrimentosus (O. P.-Cambridge, 1889) — dagli USA alla Colombia
168. Araneus diabrosis (Walckenaer, 1842) — Nuovo Galles del Sud
169. Araneus diadematoides Zhu, Tu & Hu, 1988 — Cina
170. Araneus diadematus Clerck, 1757 — Regione olartica
  - Araneus diadematus islandicus (Strand, 1906) — Islanda
  - Araneus diadematus nemorosus Simon, 1929 — Francia
  - Araneus diadematus soror (Simon, 1874) — Corsica
  - Araneus diadematus stellatus (C. L. Koch, 1836) — Europa
171. Araneus dianiphus Rainbow, 1916 — Queensland (Australia)
  - Araneus dianiphus xanthostichus Rainbow, 1916 — Queensland (Australia)
172. Araneus diffinis Zhu, Tu & Hu, 1988 — Cina
173. Araneus dimidiatus (L. Koch, 1871) — Queensland (Australia), Nuovo Galles del Sud
174. Araneus diversicolor (Rainbow, 1893) — Nuovo Galles del Sud
175. Araneus doenitzellus (Strand, 1906) — Giappone
176. Araneus dofleini (Bösenberg & Strand, 1906) — Giappone
177. Araneus dospinolongus Barrion & Litsinger, 1995 — Filippine
178. Araneus dreisbachi Levi, 1991 — Messico
179. Araneus drygalskii (Strand, 1909) — Sudafrica
180. Araneus ealensis Giltay, 1935 — Congo
181. Araneus eburneiventris (Simon, 1908) — Australia occidentale
182. Araneus eburnus (Keyserling, 1886) — Queensland (Australia), Nuovo Galles del Sud
183. Araneus ejusmodi Bösenberg & Strand, 1906 — Cina, Corea, Giappone
184. Araneus elatatus (Strand, 1911) — Isole Aru (Molucche), Isole Kei (Molucche)
185. Araneus elizabethae Levi, 1991 — Hispaniola
186. Araneus ellipticus (Tikader & Bal, 1981) — Bangladesh, India, Cina
187. Araneus elongatus Yin, Wang & Xie, 1989 — Cina
188. Araneus emmae Simon, 1900 — Hawaii
189. Araneus enucleatus (Karsch, 1879) — India, Sri Lanka, Birmania, Sumatra
190. Araneus enyoides (Thorell, 1877) — Celebes
191. Araneus excavatus Franganillo, 1930 — Cuba
192. Araneus expletus (O. P.-Cambridge, 1889) — dal Messico a Panama
193. Araneus exsertus Rainbow, 1904 — Australia
194. Araneus fastidiosus (Keyserling, 1887) — Queensland (Australia)
195. Araneus favorabilis Rainbow, 1916 — Queensland (Australia)
196. Araneus faxoni (Bryant, 1940) — Cuba
197. Araneus fengshanensis Zhu & Song, 1994 — Cina
198. Araneus ferganicus Bakhvalov, 1983 — Kirghizistan
199. Araneus ferrugineus (Thorell, 1877) — Celebes
200. Araneus fictus (Rainbow, 1896) — Queensland (Australia)
201. Araneus finneganae Berland, 1938 — Nuove Ebridi
202. Araneus fishoekensis (Strand, 1909) — Sudafrica
203. Araneus fistulosus Franganillo, 1930 — Cuba
204. Araneus flagelliformis Zhu & Yin, 1998 — Cina
205. Araneus flavisternis (Thorell, 1878) — Isola Ambon (Molucche), Nuova Guinea
  - Araneus flavisternis momiensis (Thorell, 1881) — Nuova Guinea
206. Araneus flavopunctatus (L. Koch, 1871) — Isole Figi
207. Araneus flavosellatus Simon, 1895 — Brasile
208. Araneus flavosignatus (Roewer, 1942) — Celebes
209. Araneus flavus (O. P.-Cambridge, 1894) — dal Messico al Nicaragua
210. Araneus floriatus Hogg, 1914 — Nuova Guinea
211. Araneus formosellus (Roewer, 1942) — Pakistan
212. Araneus frio Levi, 1991 — Messico
213. Araneus fronki Levi, 1991 — Brasile
214. Araneus frosti (Hogg, 1896) — Australia centrale
215. Araneus fulvellus (Roewer, 1942) — India, Pakistan
216. Araneus fuscinotus (Strand, 1908) — Africa orientale
217. Araneus gadus Levi, 1973 — USA
218. Araneus galero Levi, 1991 — Panama, Colombia
219. Araneus gazerti (Strand, 1909) — Sudafrica
220. Araneus geminatus (Thorell, 1881) — Nuova Guinea
221. Araneus gemma (McCook, 1888) — USA, Canada, Alaska
222. Araneus gemmoides Chamberlin & Ivie, 1935 — USA, Canada
223. Araneus gerais Levi, 1991 — Brasile
224. Araneus gestrellus (Strand, 1907) — Molucche
225. Araneus gestroi (Thorell, 1881) — Nuova Guinea
226. Araneus gibber (O. P.-Cambridge, 1885) — Yarkand (Cina occidentale)
227. Araneus ginninderranus Dondale, 1966 — Australian Capital Territory
228. Araneus goniaeoides (Strand, 1915) — Lombok (Piccole Isole della Sonda)
229. Araneus goniaeus (Thorell, 1878) — Birmania, Giava, Isola Ambon (Molucche), Nuova Guinea
  - Araneus goniaeus virens (Thorell, 1890) — Sumatra
230. Araneus graemii Pocock, 1900 — Sudafrica
231. Araneus granadensis (Keyserling, 1864) — dal Venezuela al Perù
232. Araneus granti Hogg, 1914 — Nuova Guinea
233. Araneus gratiolus Yin et al., 1990 — Cina
234. Araneus groenlandicola (Strand, 1906) — USA, Canada, Groenlandia
235. Araneus grossus (C. L. Koch, 1844) — dall'Europa all'Asia Centrale
236. Araneus guandishanensis Zhu, Tu & Hu, 1988 — Cina
237. Araneus guatemus Levi, 1991 — Guatemala
238. Araneus guerrerensis Chamberlin & Ivie, 1936 — USA, Messico
239. Araneus guessfeldi (Karsch, 1879) — Africa occidentale
240. Araneus gundlachi (Banks, 1914) — Cuba
241. Araneus gurdus (O. P.-Cambridge, 1885) — Tibet
242. Araneus guttatus (Keyserling, 1865) — dalla Costa Rica all'Argentina
243. Araneus guttulatus (Walckenaer, 1842) — USA
244. Araneus habilis (O. P.-Cambridge, 1889) — dal Messico al Guatemala
245. Araneus haematomerus (Gerstäcker, 1873) — Africa centrale
246. Araneus hamiltoni (Rainbow, 1893) — Nuovo Galles del Sud
247. Araneus hampei Simon, 1895 — Giava
248. Araneus haploscapellus (Strand, 1907) — Sudafrica
249. Araneus haruspex (O. P.-Cambridge, 1885) — Tibet
250. Araneus herbeus (Thorell, 1890) — Sumatra
251. Araneus hierographicus Simon, 1909 — Vietnam
252. Araneus himalayanus (Simon, 1889) — India
253. Araneus hirsti Lessert, 1915 — Africa orientale
254. Araneus hirsutulus (Stoliczka, 1869) — India
255. Araneus hispaniola (Bryant, 1945) — Hispaniola
256. Araneus holzapfelae Lessert, 1936 — Mozambico
257. Araneus horizonte Levi, 1991 — dalla Colombia al Paraguay
258. Araneus hortensis (Blackwall, 1859) — Madeira
259. Araneus hoshi Tanikawa, 2001 — Giappone
260. Araneus hotteiensis (Bryant, 1945) — Hispaniola
261. Araneus huahun Levi, 1991 — Cile, Argentina
262. Araneus hui Hu, 2001 — Cina
263. Araneus huixtla Levi, 1991 — Messico
264. Araneus humilis (L. Koch, 1867) — Queensland (Australia)
265. Araneus idoneus (Keyserling, 1887) — Queensland (Australia)
266. Araneus iguacu Levi, 1991 — Brasile, Argentina
267. Araneus illaudatus (Gertsch & Mulaik, 1936) — USA
268. Araneus indistinctus (Doleschall, 1859) — Giava
269. Araneus inquietus (Keyserling, 1887) — Nuovo Galles del Sud
270. Araneus interjectus (L. Koch, 1871) — Queensland (Australia)
271. Araneus inustus (L. Koch, 1871) — Taiwan, da Sumatra all'Australia
272. Araneus iriomotensis Tanikawa, 2001 — Giappone
273. Araneus isabella (Vinson, 1863) — Madagascar
274. Araneus ishisawai Kishida, 1920 — Russia, Corea, Giappone
275. Araneus iviei (Archer, 1951) — USA, Canada
276. Araneus jalimovi Bakhvalov, 1981 — Russia
277. Araneus jalisco Levi, 1991 — Messico
278. Araneus jamundi Levi, 1991 — Colombia
279. Araneus juniperi (Emerton, 1884) — USA, Canada
280. Araneus kalaharensis Simon, 1910 — Africa meridionale
281. Araneus kapiolaniae Simon, 1900 — Hawaii
282. Araneus karissimbicus (Strand, 1913) — Africa centrale
283. Araneus kerr Levi, 1981 — USA
284. Araneus kirgisikus Bakhvalov, 1974 — Kirghizistan
285. Araneus kiwuanus (Strand, 1913) — Africa centrale
286. Araneus klaptoczi Simon, 1908 — Libia
287. Araneus koepckeorum Levi, 1991 — Perù
288. Araneus komi Tanikawa, 2001 — Giappone
289. Araneus kraepelini (Lenz, 1891) — Madagascar
290. Araneus lacrymosus (Walckenaer, 1842) — Nuovo Galles del Sud
291. Araneus ladschicola (Strand, 1906) — Etiopia
292. Araneus lamperti (Strand, 1907) — Sudafrica
293. Araneus lancearius (Keyserling, 1887) — Nuovo Galles del Sud
294. Araneus lanio Levi, 1991 — Messico
295. Araneus lateriguttatus (Karsch, 1879) — Africa occidentale
296. Araneus lathyrinus (Holmberg, 1875) — Brasile, Paraguay, Argentina
297. Araneus latirostris (Thorell, 1895) — Birmania
298. Araneus leai (Rainbow, 1894) — Nuovo Galles del Sud
299. Araneus lechugalensis (Keyserling, 1883) — Perù
300. Araneus legonensis Grasshoff & Edmunds, 1979 — Ghana
301. Araneus lenkoi Levi, 1991 — Brasile
302. Araneus lenzi (Roewer, 1942) — Madagascar
303. Araneus leones Levi, 1991 — Messico
304. Araneus liae Yin et al., 2009 — Cina
305. Araneus liber (Leardi, 1902) — India
306. Araneus liberalis Rainbow, 1902 — Nuovo Galles del Sud
307. Araneus liberiae (Strand, 1906) — Liberia
308. Araneus licenti Schenkel, 1953 — Cina
309. Araneus lineatipes (O. P.-Cambridge, 1889) — dal Messico all'Honduras
310. Araneus lineatus Franganillo, 1931 — Cuba
311. Araneus linshuensis Yin et al., 1990 — Cina
312. Araneus lintatus Levi, 1991 — Perù
313. Araneus linzhiensis Hu, 2001 — Cina
314. Araneus lithyphantiformis (Kishida, 1910) — Giappone
315. Araneus lixicolor (Thorell, 1895) — Birmania
316. Araneus loczyanus (Lendl, 1898) — Hong Kong
317. Araneus lodicula (Keyserling, 1887) — Nuovo Galles del Sud
318. Araneus longicaudus (Thorell, 1877) — Celebes
319. Araneus luteofaciens (Roewer, 1942) — Camerun
320. Araneus lutulentus (Keyserling, 1886) — Queensland (Australia)
321. Araneus macacus Uyemura, 1961 — Giappone
322. Araneus macleayi (Bradley, 1876) — Nuova Guinea, Queensland (Australia)
323. Araneus madagascaricus (Strand, 1908) — Madagascar
324. Araneus mamillanus (Keyserling, 1887) — Nuovo Galles del Sud
325. Araneus mammatus (Archer, 1951) — USA
326. Araneus mangarevoides (Bösenberg & Strand, 1906) — Giappone, Cina
327. Araneus margaritae Caporiacco, 1940 — Etiopia
328. Araneus margitae (Strand, 1917) — Madagascar
329. Araneus mariposa Levi, 1973 — USA
330. Araneus marmoreus Clerck, 1757 — Regione olartica
  - Araneus marmoreus trapezius (Franganillo, 1913) — Spagna
331. Araneus marmoroides Schenkel, 1953 — Cina
332. Araneus masculus Caporiacco, 1941 — Etiopia
333. Araneus masoni (Simon, 1887) — Birmania
334. Araneus mastersi (Bradley, 1876) — Australia
335. Araneus matogrosso Levi, 1991 — Brasile
336. Araneus mauensis Caporiacco, 1949 — Kenya
  - Araneus mauensis ocellatus Caporiacco, 1949 — Kenya
337. Araneus mayumiae Tanikawa, 2001 — Giappone
338. Araneus mazamitla Levi, 1991 — Messico
339. Araneus mbogaensis (Strand, 1913) — Africa centrale
340. Araneus memoryi Hogg, 1900 — Victoria (Australia)
341. Araneus mendoza Levi, 1991 — Messico
342. Araneus menglunensis Yin et al., 1990 — Cina
343. Araneus meropes (Keyserling, 1865) — dalla Colombia all'Argentina
344. Araneus mertoni (Strand, 1911) — Isole Kei (Molucche)
345. Araneus metalis (Thorell, 1887) — Birmania
346. Araneus metellus (Strand, 1907) — Cina
347. Araneus meus (Strand, 1907) — Sudafrica
348. Araneus miami Levi, 1973 — USA
349. Araneus microsoma (Banks, 1909) — Costa Rica
350. Araneus microtuberculatus Petrunkevitch, 1914 — Birmania
351. Araneus mimosicola (Simon, 1884) — Sudan
352. Araneus minahassae Merian, 1911 — Celebes
353. Araneus miniatus (Walckenaer, 1842) — USA
354. Araneus minutalis (Simon, 1889) — India
355. Araneus miquanensis Yin et al., 1990 — Cina
356. Araneus missouri Levi, 2008 — USA
357. Araneus mitificus (Simon, 1886) — dall'India alle Filippine, Nuova Guinea
358. Araneus monica Levi, 1973 — USA
359. Araneus monoceros (Thorell, 1895) — Birmania
360. Araneus montereyensis (Archer, 1951) — America settentrionale
361. Araneus moretonae Levi, 1991 — Perù
362. Araneus mortoni (Urquhart, 1891) — Tasmania
363. Araneus morulus (Thorell, 1898) — Birmania
364. Araneus mossambicanus (Pavesi, 1881) — Mozambico
365. Araneus motuoensis Yin et al., 1990 — Cina
366. Araneus mulierarius (Keyserling, 1887) — Queensland (Australia)
367. Araneus musawas Levi, 1991 — Nicaragua
368. Araneus myurus (Thorell, 1877) — Celebes
369. Araneus nacional Levi, 1991 — Messico
370. Araneus nashoba Levi, 1973 — USA
371. Araneus necopinus (Keyserling, 1887) — Australia occidentale
372. Araneus neocaledonicus Berland, 1924 — Nuova Caledonia, Nuove Ebridi
373. Araneus nephelodes (Thorell, 1890) — Indonesia
374. Araneus nidus Yin & Gong, 1996 — Cina
375. Araneus nigmanni (Strand, 1906) — Camerun
376. Araneus nigricaudus Simon, 1897 — Vietnam
377. Araneus nigrodecoratus (Strand, 1908) — Togo
378. Araneus nigroflavornatus Merian, 1911 — Celebes
379. Araneus nigromaculatus Schenkel, 1963 — Cina
380. Araneus nigropunctatus (L. Koch, 1871) — Queensland (Australia), Tahiti
381. Araneus nigroquadratus Lawrence, 1937 — Sudafrica
382. Araneus niveus (Hentz, 1847) — USA
383. Araneus noegeatus (Thorell, 1895) — Birmania, Singapore
384. Araneus nojimai Tanikawa, 2001 — Giappone
385. Araneus nordmanni (Thorell, 1870) — Regione olartica
386. Araneus nossibeus (Strand, 1907) — Madagascar
387. Araneus notacephalus (Urquhart, 1891) — Tasmania
388. Araneus notandus Rainbow, 1912 — Queensland (Australia)
389. Araneus noumeensis (Simon, 1880) — Nuova Caledonia
390. Araneus novaepommerianae (Strand, 1913) — Arcipelago delle Bismarck
391. Araneus nox (Simon, 1877) — Birmania, Sumatra, Celebes, Filippine, Molucche
392. Araneus nuboso Levi, 1991 — Costa Rica
393. Araneus nympha (Simon, 1889) — India, Pakistan, Cina
394. Araneus obscurissimus Caporiacco, 1934 — Karakorum
395. Araneus obscurtus (Urquhart, 1893) — Tasmania
396. Araneus obtusatus (Karsch, 1891) — Sri Lanka
397. Araneus ocaxa Levi, 1991 — Messico
398. Araneus ocellatulus (Roewer, 1942) — Guatemala
399. Araneus octodentalis Song & Zhu, 1992 — Cina
400. Araneus octomaculalus Han & Zhu, 2010 — Cina
401. Araneus ogatai Tanikawa, 2001 — Giappone
402. Araneus omnicolor (Keyserling, 1893) — Brasile, Paraguay, Argentina
403. Araneus orgaos Levi, 1991 — Brasile
404. Araneus origenus (Thorell, 1890) — Birmania, Sumatra
405. Araneus oxygaster Caporiacco, 1940 — Etiopia
406. Araneus oxyurus (Thorell, 1877) — Birmania, Celebes
407. Araneus paenulatus (O. P.-Cambridge, 1885) — Yarkand (Cina occidentale)
408. Araneus pahalgaonensis Tikader & Bal, 1981 — India, Cina
409. Araneus pahli (Strand, 1906) — Camerun
410. Araneus paitaensis Schenkel, 1953 — Cina
411. Araneus pallasi (Thorell, 1875) — Russia, Ucraina, Asia Centrale, Cina
412. Araneus pallescens (Lenz, 1891) — Madagascar
413. Araneus pallidus (Olivier, 1789) — Portogallo, Spagna, Francia, Algeria
414. Araneus panchganiensis Tikader & Bal, 1981 — India
415. Araneus panniferens (O. P.-Cambridge, 1885) — Yarkand (Cina occidentale)
416. Araneus papulatus (Thorell, 1887) — Birmania, Malesia
417. Araneus partitus (Walckenaer, 1842) — USA
418. Araneus parvulus Rainbow, 1900 — Nuovo Galles del Sud
419. Araneus parvus (Karsch, 1878) — Australia meridionale
420. Araneus pauxillus (Thorell, 1887) — Birmania
421. Araneus pavlovi Schenkel, 1953 — Cina
422. Araneus pecuensis (Karsch, 1881) — Russia, Cina, Giappone
423. Araneus pegnia (Walckenaer, 1842) — dagli USA all'Ecuador e Giamaica
424. Araneus pellax (O. P.-Cambridge, 1885) — Yarkand (Cina occidentale)
425. Araneus penai Levi, 1991 — Ecuador
426. Araneus pentagrammicus (Karsch, 1879) — Cina, Corea, Taiwan, Giappone
427. Araneus perincertus Caporiacco, 1947 — Tanzania
428. Araneus petersi (Karsch, 1878) — Etiopia, Mozambico
429. Araneus pfeifferae (Thorell, 1877) — Giava, Celebes
430. Araneus phaleratus (Urquhart, 1893) — Tasmania
431. Araneus phlyctogena Simon, 1907 — Guinea-Bissau, Isola di Bioko (Golfo di Guinea), Congo
432. Araneus phyllonotus (Thorell, 1887) — Birmania
433. Araneus pichoni Schenkel, 1963 — Cina
434. Araneus pico Levi, 1991 — Brasile
435. Araneus pictithorax (Hasselt, 1882) — Sumatra
436. Araneus pinguis (Karsch, 1879) — Russia, Cina, Corea, Giappone
437. Araneus pistiger Simon, 1899 — Sumatra
438. Araneus pius (Karsch, 1878) — Nuovo Galles del Sud
439. Araneus plenus Yin et al., 2009 — Cina
440. Araneus pogisa (Marples, 1957) — Isole Samoa
441. Araneus poltyoides Chrysanthus, 1971 — Nuova Guinea
442. Araneus polydentatus Yin, Griswold & Xu, 2007 — Cina
443. Araneus pontii Caporiacco, 1934 — Karakorum
444. Araneus popaco Levi, 1991 — Messico
445. Araneus postilena (Thorell, 1878) — Sumatra, Giava, Isola Ambon (Molucche), Nuova Guinea
446. Araneus poumotuus (Strand, 1913) — Polinesia
447. Araneus praedatus (O. P.-Cambridge, 1885) — Yarkand (Cina occidentale)
448. Araneus praesignis (L. Koch, 1872) — Queensland (Australia)
449. Araneus prasius (Thorell, 1890) — Giava
450. Araneus pratensis (Emerton, 1884) — USA, Canada
451. Araneus principis Simon, 1907 — Principe (Sao Tomé e Principe)
452. Araneus pronubus (Rainbow, 1894) — Nuovo Galles del Sud
453. Araneus prospiciens (Thorell, 1890) — Sumatra
454. Araneus providens Kulczynski, 1911 — Nuova Guinea
455. Araneus prunus Levi, 1973 — USA
456. Araneus pseudoconicus Schenkel, 1936 — Cina
457. Araneus pseudosturmii Yin et al., 1990 — Cina
458. Araneus pseudoventricosus Schenkel, 1963 — Cina
459. Araneus psittacinus (Keyserling, 1887) — Nuovo Galles del Sud, Victoria (Australia)
460. Araneus pudicus (Thorell, 1898) — Birmania
461. Araneus puebla Levi, 1991 — Messico
462. Araneus pulcherrimus (Roewer, 1942) — Europa, Russia
463. Araneus pulchriformis (Roewer, 1942) — Nuovo Galles del Sud
464. Araneus punctipedellus (Strand, 1908) — Africa orientale
465. Araneus pupulus (Thorell, 1890) — Giava, Isola Ambon (Molucche)
466. Araneus purus (Simon, 1907) — Africa occidentale
467. Araneus qianshan Zhu, Zhang & Li, 1998 — Cina
468. Araneus quadratus Clerck, 1757 — Regione paleartica
  - Araneus quadratus minimus (Gétaz, 1889) — Svizzera, Francia
  - Araneus quadratus subviridis (Franganillo, 1913) — Spagna
469. Araneus quietus (Keyserling, 1887) — Australia
470. Araneus quirapan Levi, 1991 — Messico
471. Araneus rabiosulus (Keyserling, 1887) — Nuovo Galles del Sud
472. Araneus radja (Doleschall, 1857) — Isola Ambon (Molucche), Isole Yule (Nuova Zelanda), Isole Aru (Molucche)
473. Araneus ragnhildae (Strand, 1917) — Australia
474. Araneus rainbowi (Roewer, 1942) — Isola Lord Howe (Australia)
475. Araneus ramulosus (Keyserling, 1887) — Australia
476. Araneus rani (Thorell, 1881) — Queensland (Australia)
477. Araneus rarus (Keyserling, 1887) — Queensland (Australia), Victoria (Australia)
478. Araneus raui (Strand, 1907) — Camerun
479. Araneus recherchensis (Main, 1954) — Australia occidentale
480. Araneus relicinus (Keyserling, 1887) — Isole Salomone, Arcipelago delle Bismarck
481. Araneus repetecus Bakhvalov, 1978 — Turkmenistan
482. Araneus riveti Berland, 1913 — Ecuador
483. Araneus roseomaculatus Ono, 1992 — Taiwan
484. Araneus rotundicornis Yaginuma, 1972 — Giappone
485. Araneus rotundulus (Keyserling, 1887) — Queensland (Australia)
486. Araneus royi Roewer, 1961 — Senegal
487. Araneus rubicundulus (Keyserling, 1887) — Nuovo Galles del Sud
488. Araneus rubripunctatus (Rainbow, 1893) — Nuovo Galles del Sud
489. Araneus rubrivitticeps (Strand, 1911) — Isole Aru (Molucche)
490. Araneus rufipes (O. P.-Cambridge, 1889) — Guatemala
491. Araneus russicus Bakhvalov, 1981 — Russia
492. Araneus ryukyuanus Tanikawa, 2001 — Giappone
493. Araneus saccalava (Strand, 1907) — Madagascar
494. Araneus saevus (L. Koch, 1872) — Regione olartica
495. Araneus sagicola (Dönitz & Strand, 1906) — Giappone
496. Araneus salto Levi, 1991 — Messico
497. Araneus sambava (Strand, 1907) — Madagascar, Yemen
498. Araneus santacruziensis Barrion & Litsinger, 1995 — Filippine
499. Araneus santarita (Archer, 1951) — USA
500. Araneus savesi (Simon, 1880) — Nuova Caledonia
501. Araneus schneblei Levi, 1991 — Colombia
502. Araneus schrencki (Grube, 1861) — Russia
503. Araneus scutellatus Schenkel, 1963 — Cina
504. Araneus scutifer (Keyserling, 1886) — Nuovo Galles del Sud
505. Araneus scutigerens Hogg, 1900 — Victoria (Australia)
506. Araneus selva Levi, 1991 — dal Guatemala alla Costa Rica
507. Araneus seminiger (L. Koch, 1878) — Corea, Giappone
508. Araneus senicaudatus Simon, 1908 — Australia occidentale
  - Araneus senicaudatus simplex Simon, 1908 — Australia occidentale
509. Araneus separatus (Roewer, 1942) — Nuovo Galles del Sud
510. Araneus septemtuberculatus (Thorell, 1899) — Camerun
511. Araneus sericinus (Roewer, 1942) — Portogallo, Spagna
512. Araneus sernai Levi, 1991 — Colombia
513. Araneus shunhuangensis Yin et al., 1990 — Cina
514. Araneus sicki Levi, 1991 — Brasile
515. Araneus simillimus Kulczynski, 1911 — Nuova Guinea
516. Araneus singularis (Urquhart, 1891) — Tasmania
517. Araneus sinistrellus (Roewer, 1942) — Messico
518. Araneus sinuosus (Rainbow, 1893) — Nuovo Galles del Sud
519. Araneus sogdianus Charitonov, 1969 — Asia centrale
520. Araneus spathurus (Thorell, 1890) — Sumatra
521. Araneus speculabundus (L. Koch, 1871) — Australia, Isole Samoa
522. Araneus sponsus (Thorell, 1887) — India
523. Araneus squamifer (Keyserling, 1886) — Queensland (Australia)
524. Araneus stabilis (Keyserling, 1892) — Brasile, Argentina
525. Araneus stella (Karsch, 1879) — Russia, Cina, Corea, Giappone
526. Araneus stolidus (Keyserling, 1887) — Nuovo Galles del Sud
527. Araneus strandiellus Charitonov, 1951 — Asia Centrale
528. Araneus striatipes (Simon, 1877) — Filippine
529. Araneus strigatellus (Strand, 1908) — Africa orientale
530. Araneus strupifer (Simon, 1886) — Africa tropicale
531. Araneus sturmi (Hahn, 1831) — Regione paleartica
532. Araneus suavis Rainbow, 1899 — Nuove Ebridi
533. Araneus subflavidus (Urquhart, 1893) — Tasmania
534. Araneus subumbrosus Roewer, 1961 — Senegal
535. Araneus sulfurinus (Pavesi, 1883) — Etiopia, Africa orientale
536. Araneus svanetiensis Mcheidze, 1997 — Georgia
537. Araneus sydneyicus (Keyserling, 1887) — Nuovo Galles del Sud, Victoria (Australia)
538. Araneus sylvicola (Rainbow, 1897) — Nuovo Galles del Sud
539. Araneus taigunensis Zhu, Tu & Hu, 1988 — Cina
540. Araneus talasi Bakhvalov, 1970 — Kirghizistan
541. Araneus talca Levi, 1991 — Cile, Argentina
542. Araneus talipedatus (Keyserling, 1887) — Australia
543. Araneus tambopata Levi, 1991 — Perù
544. Araneus tamerlani (Roewer, 1942) — Queensland (Australia)
545. Araneus taperae (Mello-Leitao, 1937) — dall'Ecuador al Suriname
546. Araneus tartaricus (Kroneberg, 1875) — dall'Asia Centrale al Giappone
547. Araneus tatianae Lessert, 1938 — Congo
548. Araneus tatsulokeus Barrion & Litsinger, 1995 — Filippine
549. Araneus tellezi Levi, 1991 — Messico
550. Araneus tenancingo Levi, 1991 — Messico
551. Araneus tenerius Yin et al., 1990 — Cina
552. Araneus tengxianensis Zhu & Zhang, 1994 — Cina
553. Araneus tepic Levi, 1991 — Messico
554. Araneus tetraspinulus (Yin et al., 1990) — Cina
555. Araneus texanus (Archer, 1951) — USA
556. Araneus thaddeus (Hentz, 1847) — America settentrionale
557. Araneus thevenoti Simon, 1895 — Zanzibar
558. Araneus thorelli (Roewer, 1942) — Birmania
559. Araneus tiganus (Chamberlin, 1916) — Ecuador, Perù
560. Araneus tijuca Levi, 1991 — Brasile
561. Araneus tinikdikitus Barrion & Litsinger, 1995 — Filippine
562. Araneus titirus Simon, 1896 — Cile, Argentina
563. Araneus toma (Strand, 1915) — Arcipelago delle Bismarck
564. Araneus tonkinus Simon, 1909 — Vietnam
565. Araneus toruaigiri Bakhvalov, 1970 — Kirghizistan
566. Araneus transversivittiger (Strand, 1907) — Cina
567. Araneus transversus Rainbow, 1912 — Queensland (Australia)
568. Araneus triangulus (Fox, 1938) — Cina
569. Araneus tricoloratus Zhu, Tu & Hu, 1988 — Cina
570. Araneus trifolium (Hentz, 1847) — USA, Canada, Alaska
571. Araneus trigonophorus (Thorell, 1887) — Birmania
572. Araneus triguttatus (Fabricius, 1793) — Regione paleartica
573. Araneus tschuiskii Bakhvalov, 1974 — Kirghizistan
574. Araneus tsurusakii Tanikawa, 2001 — Giappone
575. Araneus tubabdominus Zhu & Zhang, 1993 — Cina
576. Araneus tuscarora Levi, 1973 — USA
577. Araneus ubicki Levi, 1991 — Costa Rica
578. Araneus unanimus (Keyserling, 1879) — Brasile, Paraguay, Argentina
579. Araneus uniformis (Keyserling, 1879) — dalla Bolivia all'Argentina e Brasile
580. Araneus unistriatus (McCook, 1894) — probabilmente in Brasile
581. Araneus urbanus (Keyserling, 1887) — Nuovo Galles del Sud
582. Araneus urquharti (Roewer, 1942) — Nuovo Galles del Sud
583. Araneus ursimorphus (Strand, 1906) — Etiopia, Africa orientale
584. Araneus uruapan Levi, 1991 — Messico
585. Araneus urubamba Levi, 1991 — Perù
586. Araneus usualis (Keyserling, 1887) — Queensland (Australia), Nuovo Galles del Sud
587. Araneus uyemurai Yaginuma, 1960 — Russia, Corea, Giappone
588. Araneus variegatus Yaginuma, 1960 — Russia, Cina, Corea, Giappone
589. Araneus venatrix (C. L. Koch, 1838) — da Panama e Trinidad al Paraguay
590. Araneus ventricosus (L. Koch, 1878) — Russia, Cina, Corea, Taiwan, Giappone
  - Araneus ventricosus abikonus Uyemura, 1961 — Giappone
  - Araneus ventricosus globulus Uyemura, 1961 — Giappone
  - Araneus ventricosus hakonensis Uyemura, 1961 — Giappone
  - Araneus ventricosus ishinodai Uyemura, 1961 — Giappone
  - Araneus ventricosus kishuensis Uyemura, 1961 — Giappone
  - Araneus ventricosus montanioides Uyemura, 1961 — Giappone
  - Araneus ventricosus montanus Uyemura, 1961 — Giappone
  - Araneus ventricosus nigelloides Uyemura, 1961 — Giappone
  - Araneus ventricosus nigellus Uyemura, 1961 — Giappone
  - Araneus ventricosus yaginumai Uyemura, 1961 — Giappone
591. Araneus ventriosus (Urquhart, 1891) — Tasmania
592. Araneus vermimaculatus Zhu & Wang, 1994 — Cina
593. Araneus villa Levi, 1991 — Bolivia
594. Araneus vincibilis (Keyserling, 1893) — Brasile, Paraguay, Argentina
595. Araneus viperifer Schenkel, 1963 — Cina, Corea, Giappone
596. Araneus virgunculus (Thorell, 1890) — Sumatra
597. Araneus virgus (Fox, 1938) — Cina
598. Araneus viridisomus (Gravely, 1921) — India
599. Araneus viridiventris Yaginuma, 1969 — Cina, Taiwan, Giappone
600. Araneus viridulus (Urquhart, 1891) — Tasmania
601. Araneus v-notatus (Thorell, 1875) — Francia, Algeria
602. Araneus volgeri Simon, 1897 — Zanzibar
603. Araneus vulpinus (Hahn, 1834) — Europa meridionale
604. Araneus vulvarius (Thorell, 1898) — Birmania
605. Araneus walesianus (Karsch, 1878) — Nuovo Galles del Sud
606. Araneus washingtoni Levi, 1971 — Russia, USA, Canada
607. Araneus wokamus (Strand, 1911) — Isole Aru (Molucche)
608. Araneus woodfordi Pocock, 1898 — Isole Salomone
609. Araneus workmani (Keyserling, 1884) — Brasile, Argentina
610. Araneus wulongensis Song & Zhu, 1992 — Cina
611. Araneus xavantina Levi, 1991 — Brasile
612. Araneus xianfengensis Song & Zhu, 1992 — Cina
613. Araneus xizangensis Hu, 2001 — Cina
614. Araneus yadongensis Hu, 2001 — Cina
615. Araneus yapingensis Yin et al., 2009 — Cina
616. Araneus yasudai Tanikawa, 2001 — Russia, Giappone
617. Araneus yatei Berland, 1924 — Nuova Caledonia
618. Araneus yuanminensis Yin et al., 1990 — Cina
619. Araneus yukon Levi, 1971 — Russia, Canada
620. Araneus yunnanensis Yin, Peng & Wang, 1994 — Cina
621. Araneus yuzhongensis Yin et al., 1990 — Cina
622. Araneus zapallar Levi, 1991 — Cile
623. Araneus zebrinus Zhu & Wang, 1994 — Cina
624. Araneus zelus (Strand, 1907) — Camerun
625. Araneus zhangmu Zhang, Song & Kim, 2006 — Cina
626. Araneus zhaoi Zhang & Zhang, 2002 — Cina
627. Araneus zuluanus (Strand, 1907) — Sudafrica
628. Araneus zygielloides Schenkel, 1963 — Cina

## Araniella
Araniella Chamberlin & Ivie, 1942
- Araniella alpica (L. Koch, 1869) — dall'Europa all'Azerbaigian
- Araniella coreana Namkung, 2002 — Corea
- Araniella cucurbitina (Clerck, 1757) — Regione paleartica
- Araniella displicata (Hentz, 1847) — Regione olartica

- Araniella inconspicua (Simon, 1874) — Regione paleartica
- Araniella jilinensis Yin & Zhu, 1994 — Cina

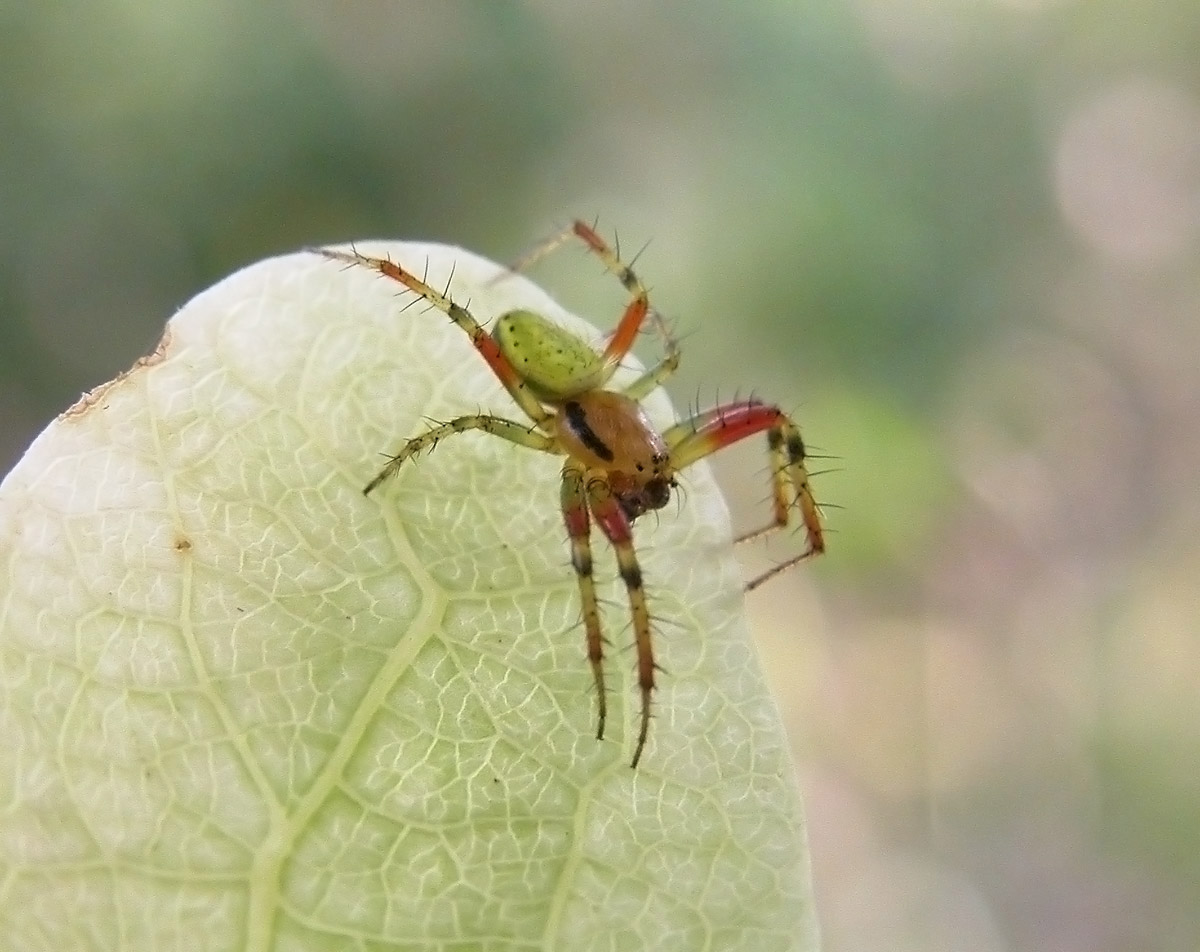
Araniella opisthographa

- Araniella maderiana (Kulczynski, 1905) — Isole Canarie, Madeira
- Araniella opisthographa (Kulczynski, 1905) — dall'Europa all'Asia Centrale
- Araniella proxima (Kulczynski, 1885) — Regione olartica
- Araniella silesiaca (Fickert, 1876) — Europa
- Araniella tbilisiensis (Mcheidze, 1997) — Georgia
- Araniella yaginumai Tanikawa, 1995 — Russia, Corea, Cina, Taiwan, Giappone

## Aranoethra
Aranoethra Butler, 1873
- Aranoethra butleri Pocock, 1899 - Africa occidentale
- Aranoethra cambridgei (Butler, 1873)[1] - Africa centrale e occidentale
- Aranoethra ungari Karsch, 1878 - Africa occidentale

## Argiope
Argiope Audouin, 1826

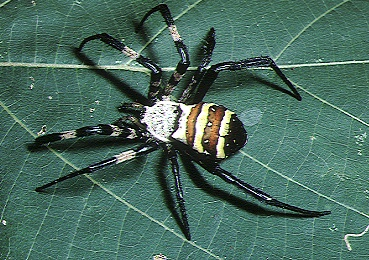
Argiope amoena, femmina

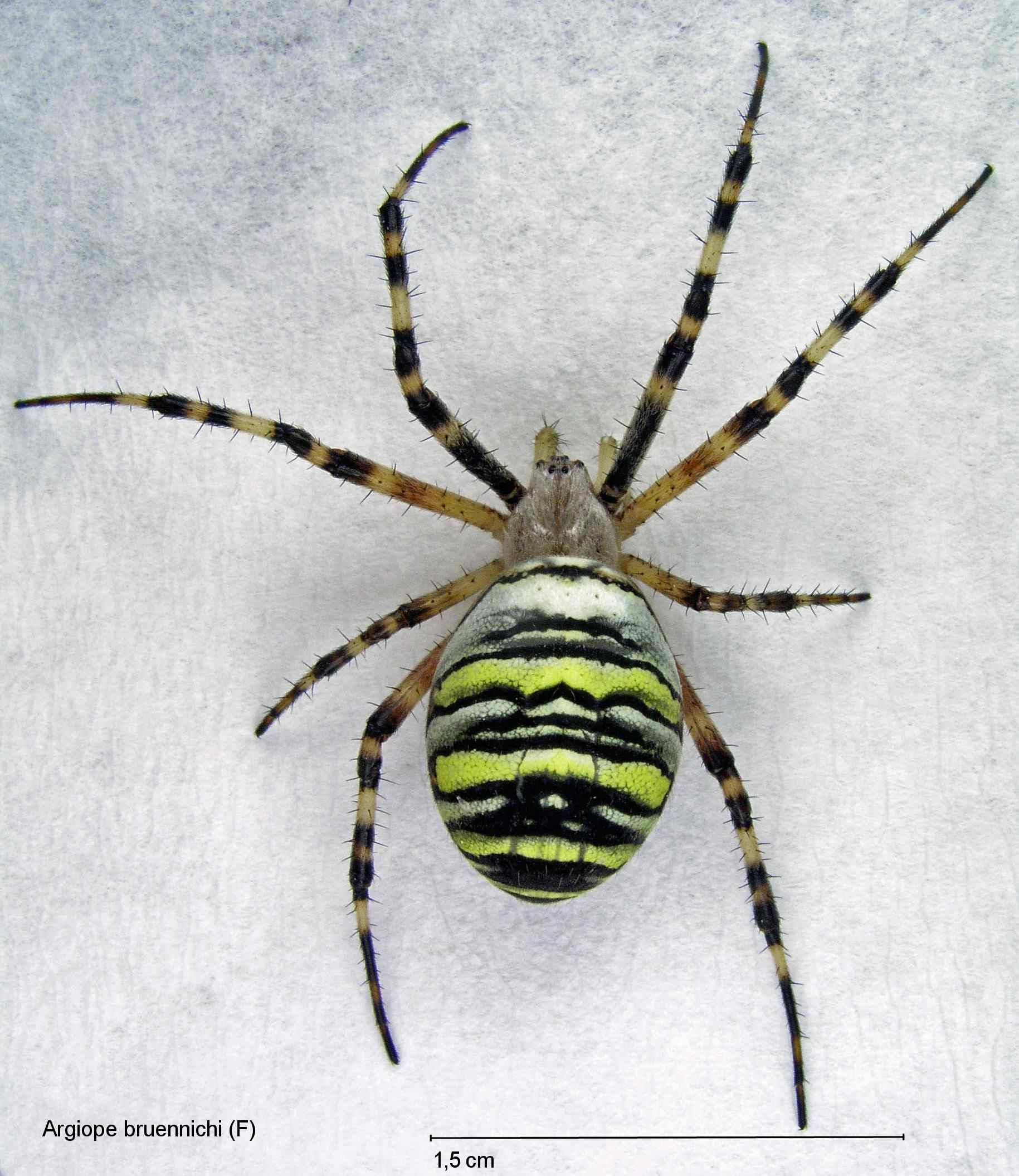
Argiope bruennichi

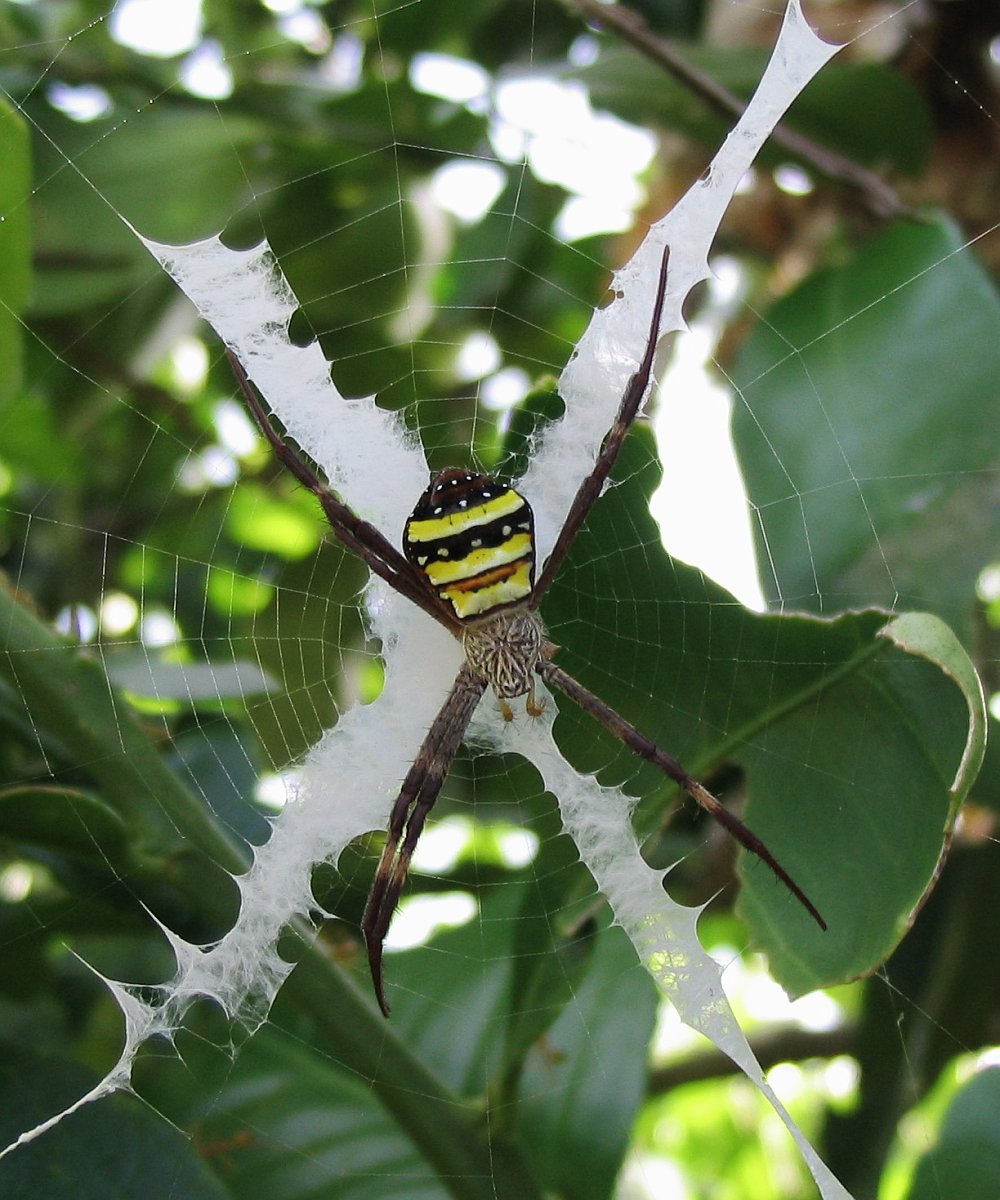
Argiope keyserlingi

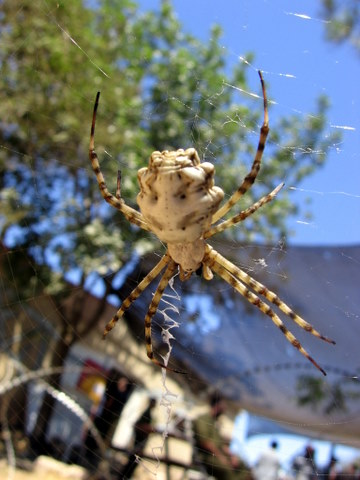
Argiope lobata

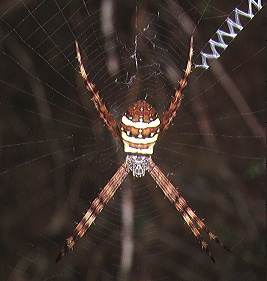
Argiope minuta, femmina

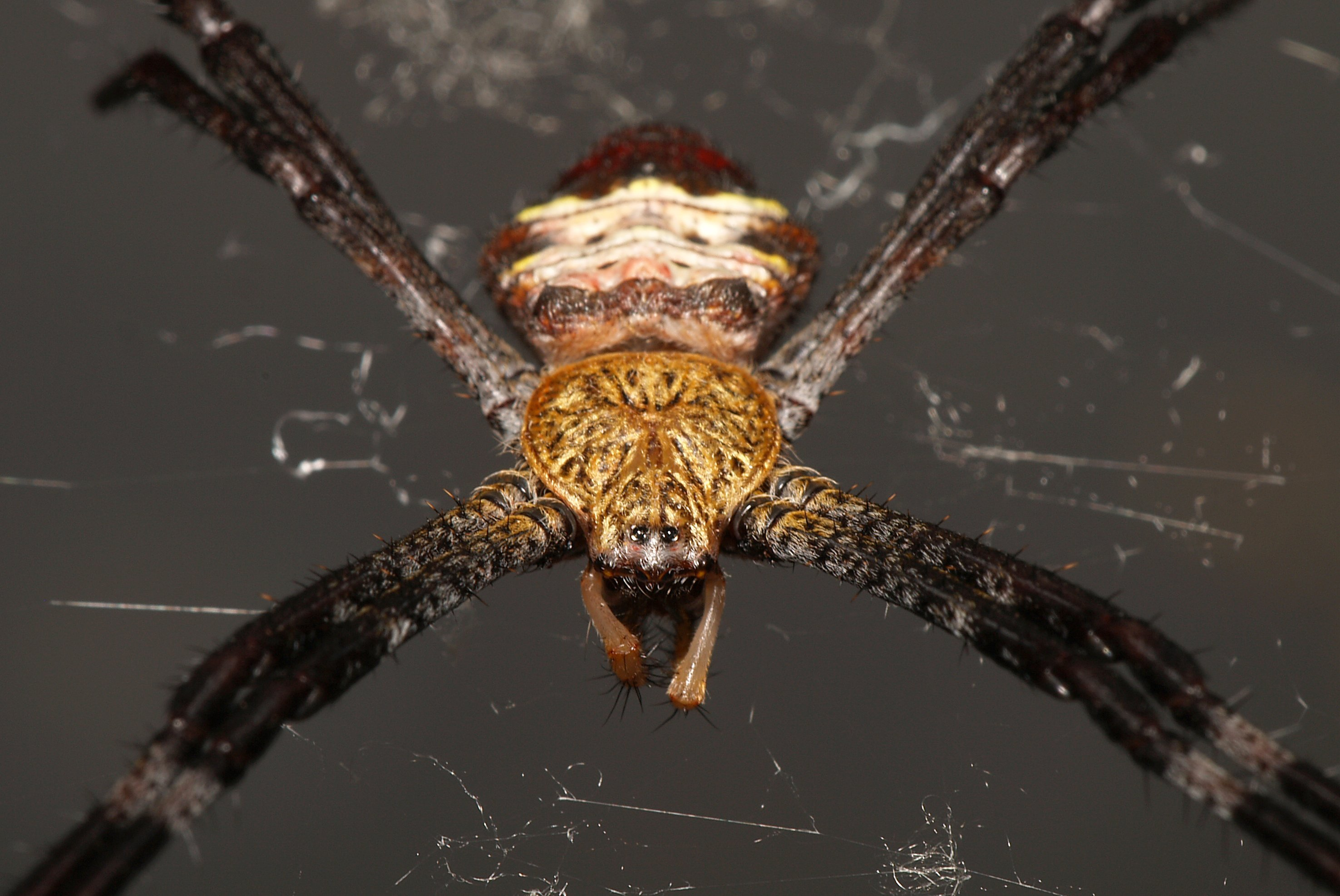
Argiope pulchella, femmina

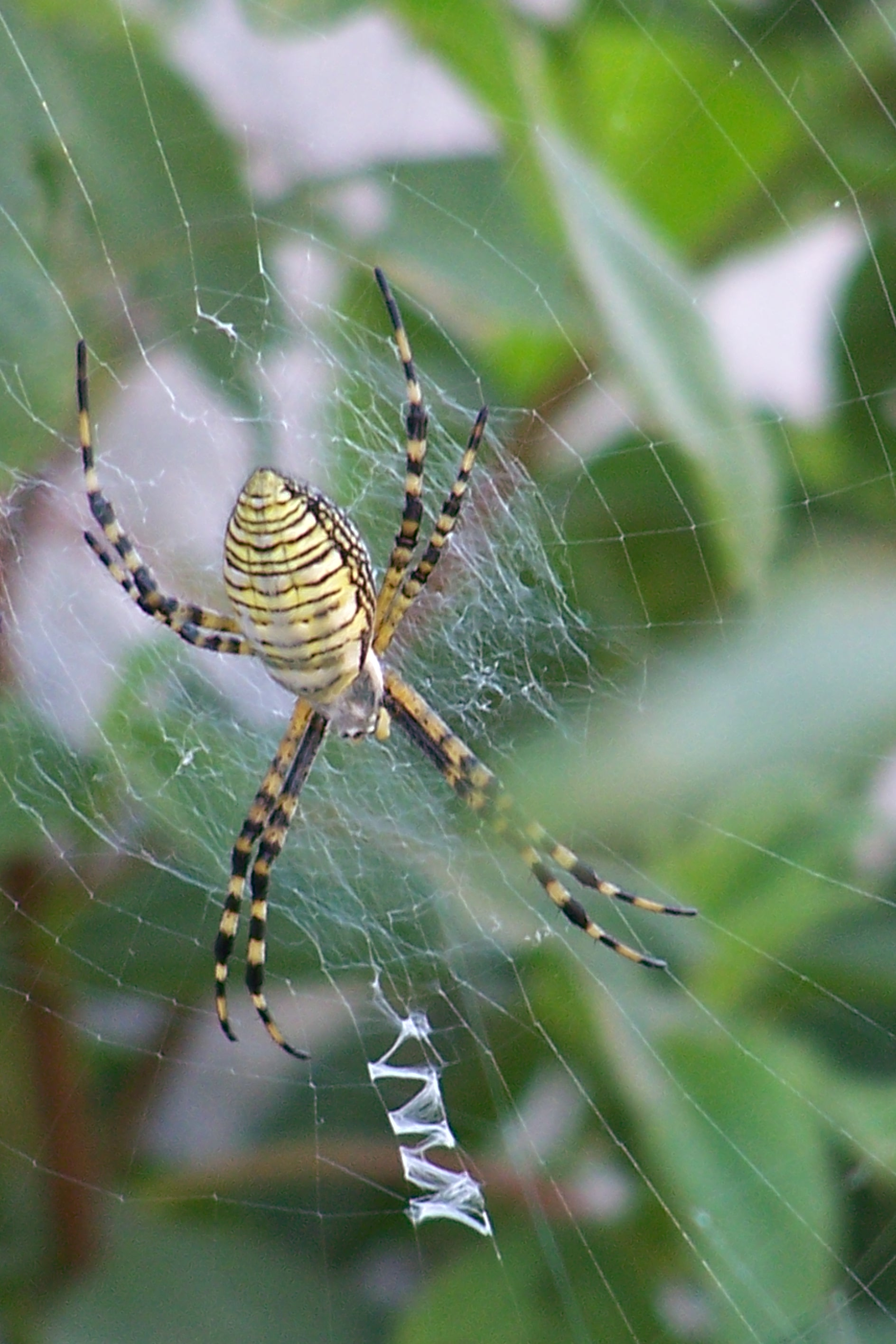
Argiope trifasciata, femmina

1. Argiope aemula (Walckenaer, 1842) - dall'India alle Filippine, Celebes, Nuove Ebridi
2. Argiope aetherea (Walckenaer, 1842) - dalla Cina all'Australia
3. Argiope aetheroides Yin et al., 1989 - Cina, Giappone
4. Argiope ahngeri Spassky, 1932 - Asia centrale
5. Argiope amoena C. L. Koch, 1878 - Cina, Corea, Taiwan, Giappone
6. Argiope anasuja Thorell, 1887 - dalle isole Seychelles all'India, Pakistan, isole Maldive
7. Argiope anomalopalpis Bjørn, 1997 - Congo, Sudafrica
8. Argiope appensa (Walckenaer, 1842) - isole Hawaii, da Taiwan alla Nuova Guinea
9. Argiope argentata (Fabricius, 1775) - dagli USA al Cile
10. Argiope aurantia Lucas, 1833 - dal Canada alla Costa Rica
11. Argiope aurocincta Pocock, 1898 - Africa centrale, orientale e meridionale
12. Argiope australis (Walckenaer, 1805) - Africa centrale, orientale e meridionale, isole Capo Verde
13. Argiope bivittigera Strand, 1911 - Indonesia
14. Argiope blanda O. P.-Cambridge, 1898 - dagli USA alla Costa Rica
15. Argiope boesenbergi Levi, 1983 - Cina, Corea, Giappone
16. Argiope bougainvilla (Walckenaer, 1847) - dalla Nuova Guinea alle isole Salomone
17. Argiope bruennichi (Scopoli, 1772) - regione paleartica
18. Argiope brunnescentia Strand, 1911 - Nuova Guinea, arcipelago delle Bismarck
19. Argiope buehleri Schenkel, 1944 - isola di Timor
20. Argiope bullocki Rainbow, 1908 - Nuovo Galles del Sud
21. Argiope caesarea Thorell, 1897 - India, Birmania, Cina
22. Argiope caledonia Levi, 1983 - Nuova Caledonia, Nuove Ebridi
23. Argiope cameloides Zhu & Song, 1994 - Cina
24. Argiope catenulata (Doleschall, 1859) - dall'India alle Filippine, Nuova Guinea
25. Argiope chloreis Thorell, 1877 - Laos, da Sumatra alla Nuova Guinea
26. Argiope comorica Bjørn, 1997 - isole Comore
27. Argiope coquereli (Vinson, 1863) - Zanzibar, Madagascar
28. Argiope dang Jäger & Praxaysombath, 2009 - Thailandia, Laos
29. Argiope dietrichae Levi, 1983 - Australia occidentale e settentrionale
30. Argiope doboensis Strand, 1911 - Indonesia, Nuova Guinea
31. Argiope doleschalli Thorell, 1873 - Indonesia
32. Argiope ericae Levi, 2004 - Brasile, Argentina
33. Argiope flavipalpis (Lucas, 1858) - Africa, Yemen
34. Argiope florida Chamberlin & Ivie, 1944 - USA
35. Argiope halmaherensis Strand, 1907 - dalle isole Molucche alla Nuova Guinea
36. Argiope hinderlichi Jäger, 2012 - Laos
37. Argiope intricata Simon, 1877 - Filippine
38. Argiope jinghongensis Yin, Peng & Wang, 1994 - Cina, Laos, Thailandia
39. Argiope katherina Levi, 1983 - Australia settentrionale
40. Argiope keyserlingi Karsch, 1878 - Queensland, Nuovo Galles del Sud, isola Lord Howe
41. Argiope kochi Levi, 1983 - Queensland
42. Argiope legionis Motta & Levi, 2009 - Brasile
43. Argiope levii Bjørn, 1997 - Kenya, Tanzania
44. Argiope lobata (Pallas, 1772)[1] - Europa, Asia, Africa
45. Argiope luzona (Walckenaer, 1842) - Filippine
46. Argiope macrochoera Thorell, 1891 - isole Nicobare, Cina
47. Argiope madang Levi, 1984 - Nuova Guinea
48. Argiope magnifica C. L. Koch, 1871 - dal Queensland alle isole Salomone
49. Argiope mangal Koh, 1991 - Singapore
50. Argiope manila Levi, 1983 - Filippine
51. Argiope mascordi Levi, 1983 - Queensland
52. Argiope minuta Karsch, 1879 - Bangladesh, Asia orientale
53. Argiope modesta Thorell, 1881 - dal Borneo all'Australia
54. Argiope niasensis Strand, 1907 - Indonesia
55. Argiope ocula Fox, 1938 - Cina, Taiwan, Giappone
56. Argiope ocyaloides C. L. Koch, 1871 - Queensland
57. Argiope pentagona C. L. Koch, 1871 - isole Figi
58. Argiope perforata Schenkel, 1963 - Cina
59. Argiope picta C. L. Koch, 1871 - dalle isole Molucche all'Australia
60. Argiope pictula Strand, 1911 - Celebes
61. Argiope ponape Levi, 1983 - isole Caroline
62. Argiope possoica Merian, 1911 - Celebes
63. Argiope probata Rainbow, 1916 - Queensland
64. Argiope protensa C. L. Koch, 1872 - Nuova Guinea, Australia, Nuova Caledonia, Nuova Zelanda
65. Argiope pulchella Thorell, 1881 - dall'India alla Cina, Indonesia
66. Argiope pulchelloides Yin et al., 1989 - Cina
67. Argiope radon Levi, 1983 - Australia settentrionale
68. Argiope ranomafanensis Bjørn, 1997 - Madagascar
69. Argiope reinwardti (Doleschall, 1859) - dalla Malesia alla Nuova Guinea
  - Argiope reinwardti sumatrana (Hasselt, 1882) - Sumatra
70. Argiope sapoa Barrion & Litsinger, 1995 - Filippine
71. Argiope sector (Forsskål, 1775) - Africa settentrionale, Medio Oriente, isole Capo Verde
72. Argiope squallica Strand, 1915 - Nuova Guinea
73. Argiope submaronica Strand, 1916 - dal Messico alla Bolivia, Brasile
74. Argiope takum Chrysanthus, 1971 - Nuova Guinea
75. Argiope tapinolobata Bjørn, 1997 - Senegal, Namibia
76. Argiope taprobanica Thorell, 1887 - Sri Lanka
77. Argiope trifasciata (Forsskål, 1775) - cosmopolita
  - Argiope trifasciata deserticola Simon, 1906 - Sudan
  - Argiope trifasciata kauaiensis Simon, 1900 - isole Hawaii
78. Argiope truk Levi, 1983 - isole Caroline
79. Argiope versicolor (Doleschall, 1859) - dalla Cina all'isola di Giava
80. Argiope vietnamensis Ono, 2010 - Vietnam

## Arkys
Arkys Walckenaer, 1837

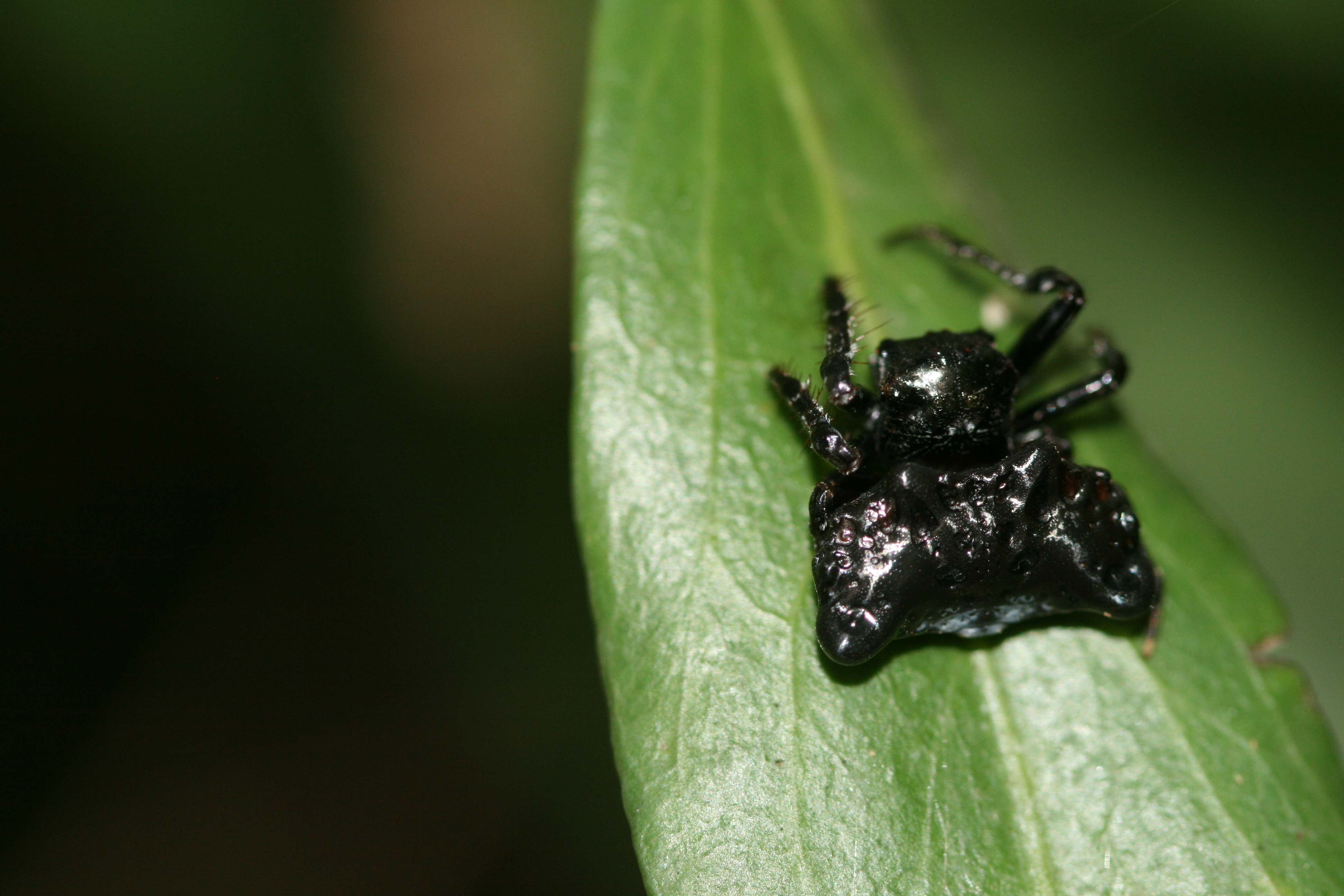
Arkys curtulus, forma nera

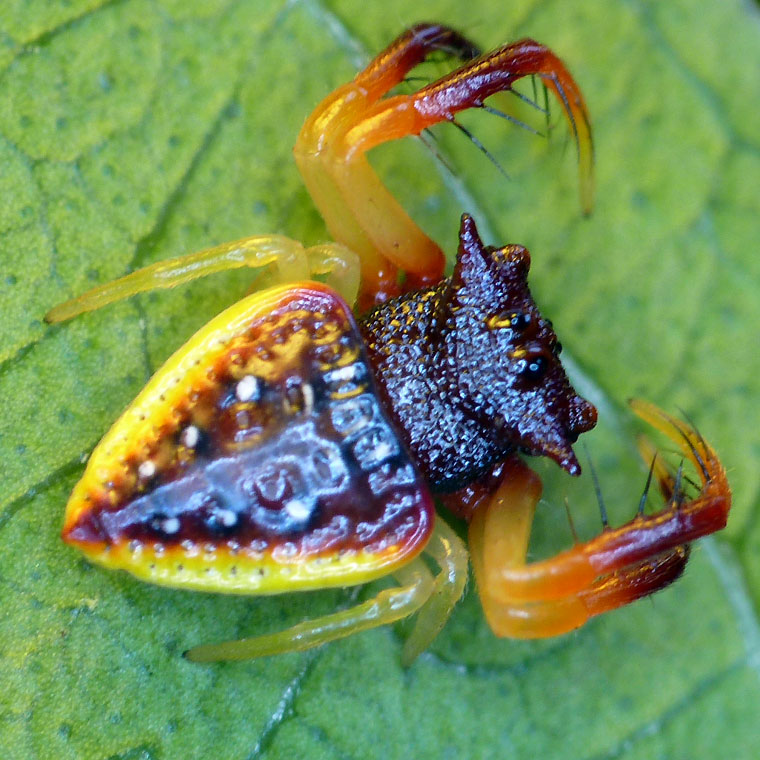
Arkys cornutus

1. Arkys alatus Keyserling, 1890 - Queensland, Nuovo Galles del Sud
2. Arkys alticephala (Urquhart, 1891) - Australia meridionale
3. Arkys brevipalpus Karsch, 1878 - Nuova Caledonia
4. Arkys bulburinensis Heimer, 1984 - Queensland, Nuovo Galles del Sud
5. Arkys cicatricosus (Rainbow, 1920) - isola di Lord Howe
6. Arkys cornutus L. Koch, 1872 - Nuova Guinea, Queensland
7. Arkys coronatus (Balogh, 1978) - Nuova Guinea
8. Arkys curtulus (Simon, 1903) - Australia orientale
9. Arkys dilatatus (Balogh, 1978) - Queensland
10. Arkys furcatus (Balogh, 1978) - Queensland
11. Arkys gracilis Heimer, 1984 - Queensland
12. Arkys grandis (Balogh, 1978) - Nuova Caledonia
13. Arkys hickmani Heimer, 1984 - Tasmania
14. Arkys kaszabi (Balogh, 1978) - Nuova Guinea
15. Arkys lancearius Walckenaer, 1837[1] - dalla Nuova Guinea al Nuovo Galles del Sud
16. Arkys latissimus (Balogh, 1982) - Queensland
17. Arkys montanus (Balogh, 1978) - Nuova Guinea
18. Arkys multituberculatus (Balogh, 1982) - Queensland
19. Arkys nimdol Chrysanthus, 1971 - Nuova Guinea
20. Arkys occidentalis (Reimoser, 1936) - isola Buru (arcipelago delle Molucche)
21. Arkys roosdorpi (Chrysanthus, 1971) - Nuova Guinea
22. Arkys semicirculatus (Balogh, 1982) - Queensland
23. Arkys sibil (Chrysanthus, 1971) - Nuova Guinea
24. Arkys soosi (Balogh, 1982) - Nuova Guinea
25. Arkys speechleyi Mascord, 1968 - Nuovo Galles del Sud
26. Arkys toxopeusi (Reimoser, 1936) - isola Buru (arcipelago delle Molucche)
27. Arkys transversus (Balogh, 1978) - Nuovo Galles del Sud
28. Arkys tuberculatus (Balogh, 1978) - Queensland
29. Arkys varians (Balogh, 1978) - Nuova Caledonia
30. Arkys vicarius (Balogh, 1978) - Nuova Caledonia
31. Arkys walckenaeri Simon, 1879 - Australia, Tasmania

## Artonis
Artonis Simon, 1895
- Artonis bituberculata (Thorell, 1895)[1] - Birmania
- Artonis gallana (Pavesi, 1895) — Etiopia

## Aspidolasius
Aspidolasius Simon, 1887
- Aspidolasius branicki (Taczanowski, 1879)[1] — dalla Colombia alla Bolivia, Guyana, Brasile

## Augusta
Augusta O. P.-Cambridge, 1877
- Augusta glyphica (Guérin, 1839)[1] — Madagascar

## Austracantha
Austracantha Dahl, 1914
- Austracantha minax (Thorell, 1859)

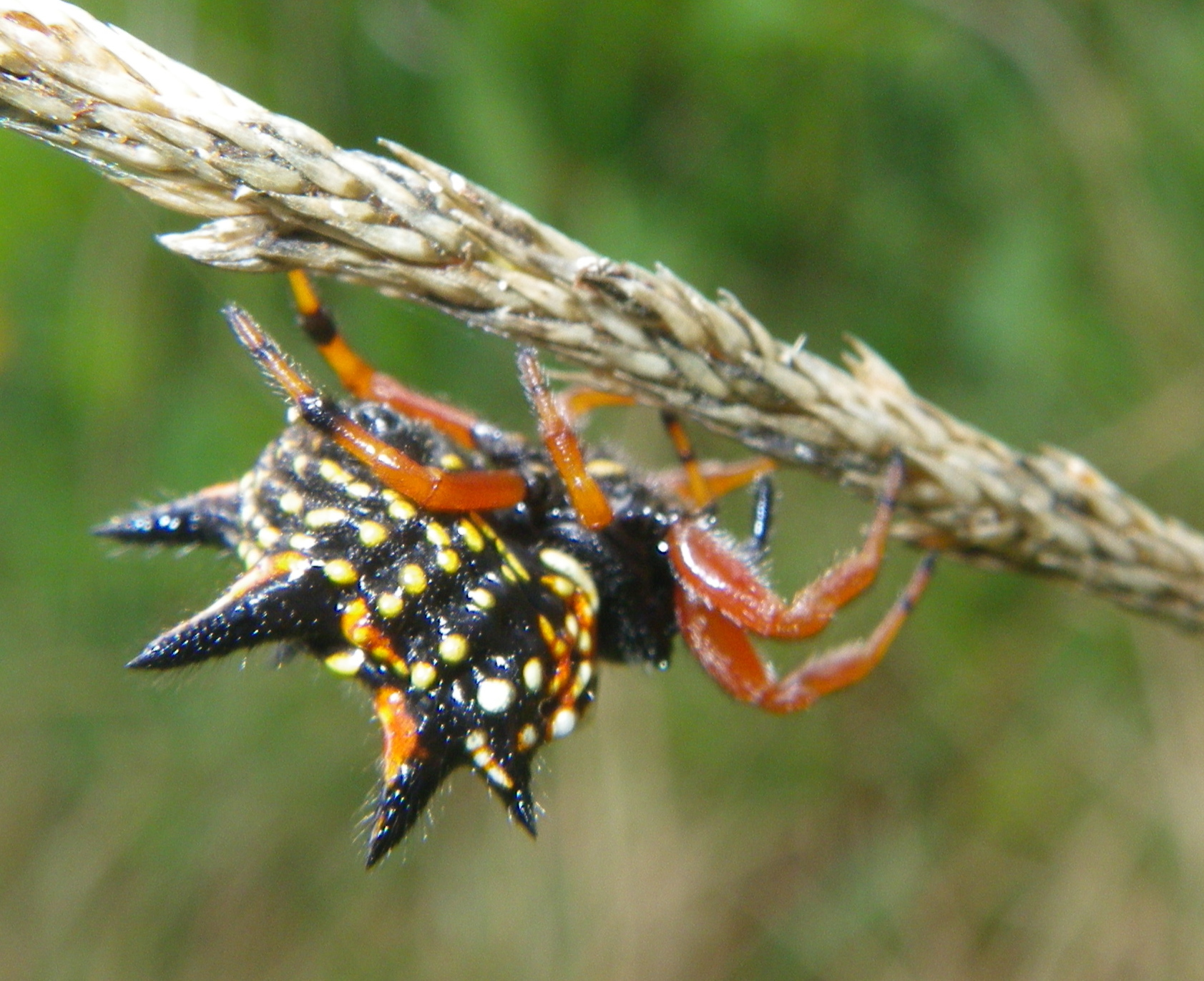
Austracantha minax

  - Austracantha minax astrigera (L. Koch, 1871) - Australia
  - Austracantha minax hermitiis (Hogg, 1914) - isole di Montebello (Australia settentrionale)
  - Austracantha minax leonhardii (Strand, 1913) - Australia
  - Austracantha minax lugubris (L. Koch, 1871) - Australia